# القوات المسلحة الملكية المغربية
القوات المسلحة الملكية المغربية هي المؤسسة العسكرية للمملكة المغربية التي تم إحداثها بموجب ظهير ملكي شريف رقم 1.56.209 صادر في 25 يونيو 1956 بالجريدة الرسمية للبلاد، تضم المؤسسة عدة فروع تشمل الجيش والقوات الجوية والبحرية والدرك الملكي إضافة إلى الحرس الملكي والوقاية المدنية، وتتركز مهمتها الأساسية في حماية الأمن والوحدة الترابية للمغرب إضافة إلى حماية أرواح وممتلكات المواطنين، وشعار القوات المسلحة المغربية هو: الله، الوطن، الملك.
تتمتع القوات المسلحة الملكية المغربية بخبرة في مكافحة التمرد والحروب الصحراوية والعمليات الجوية البرية المشتركة. وقد جاءت المزيد من الخبرة من خلال المشاركة في عمليات حفظ السلام.

## تاريخ العسكرية في المغرب

### الجيش في عصر الأمازيغ

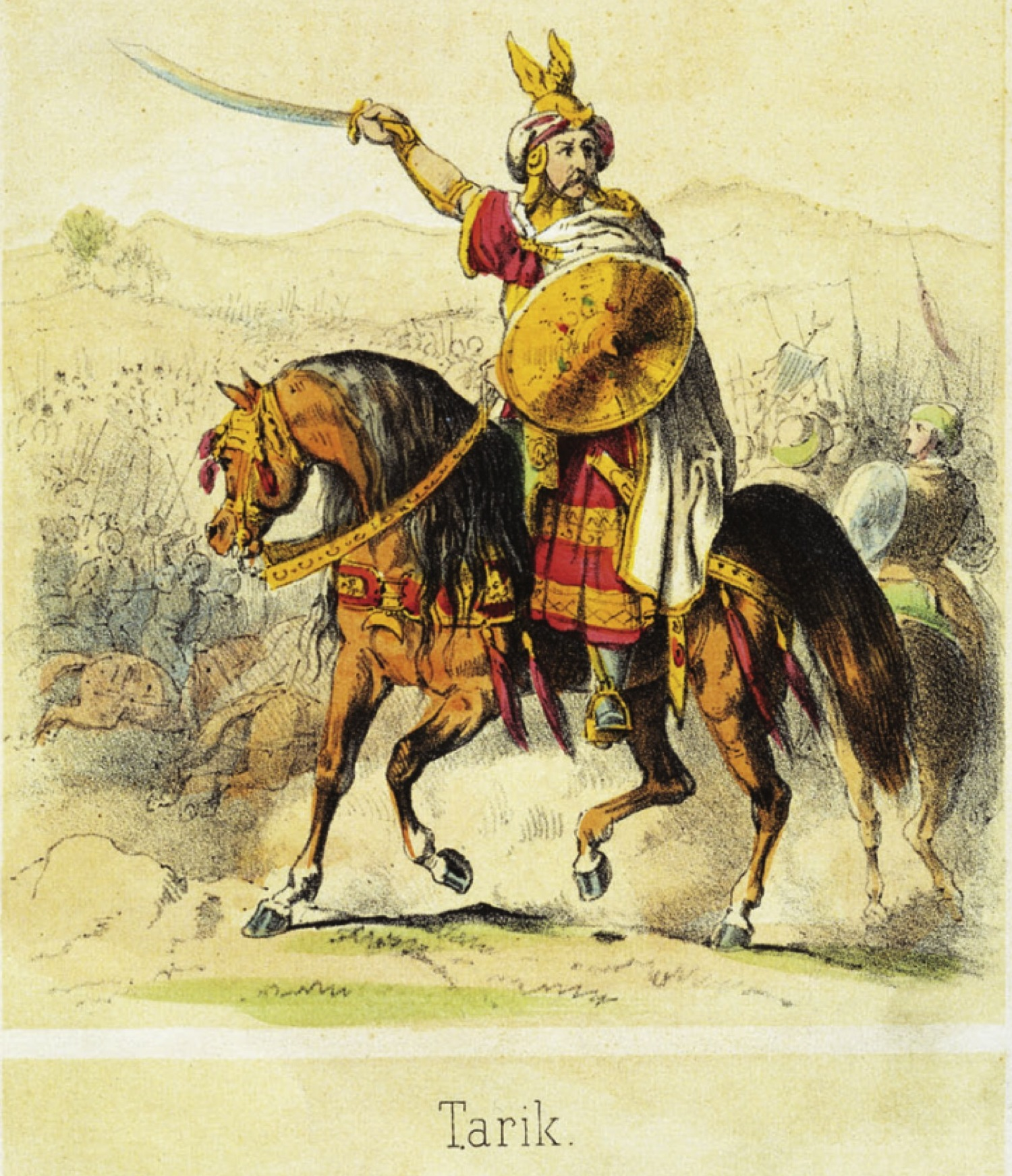
رسم تخيلي لِطارق بن زياد على رأس جيشه. بريشة ثيودور هوزمن (1807-1875م).

انضم الأمازيغ للعرب بعد حروب طويلة تزيد عن نصف قرن واستطاع الأمويون نشر الإسلام بين الأمازيغ في المغرب دون مقاومة وعن اقتناع  ثم تفاعلوا معهم وساعدوهم في غزواتهم ومن أبرز القادة الأمازيغ طارق ابن زياد، وهو القائد الذي فتح الأندلس في وقت زمني أكسبه شهرة عالمية حتى أن مضيق جبل طارق قد سمي نسبة إليه، وعلى الرغم من ذلك فإن غالبية السكان في الأندلس كانوا من الأمازيغ عرفت بالحضارة المورية كاسم للحضارة الإسلامية في الأندلس، والمور هو أحد أسماء الأمازيغ وهذا يبرز تأثير الأمازيغ في الأندلس التي خضعت لدولة المرابطون والموحدون.

### القرن السادس عشر

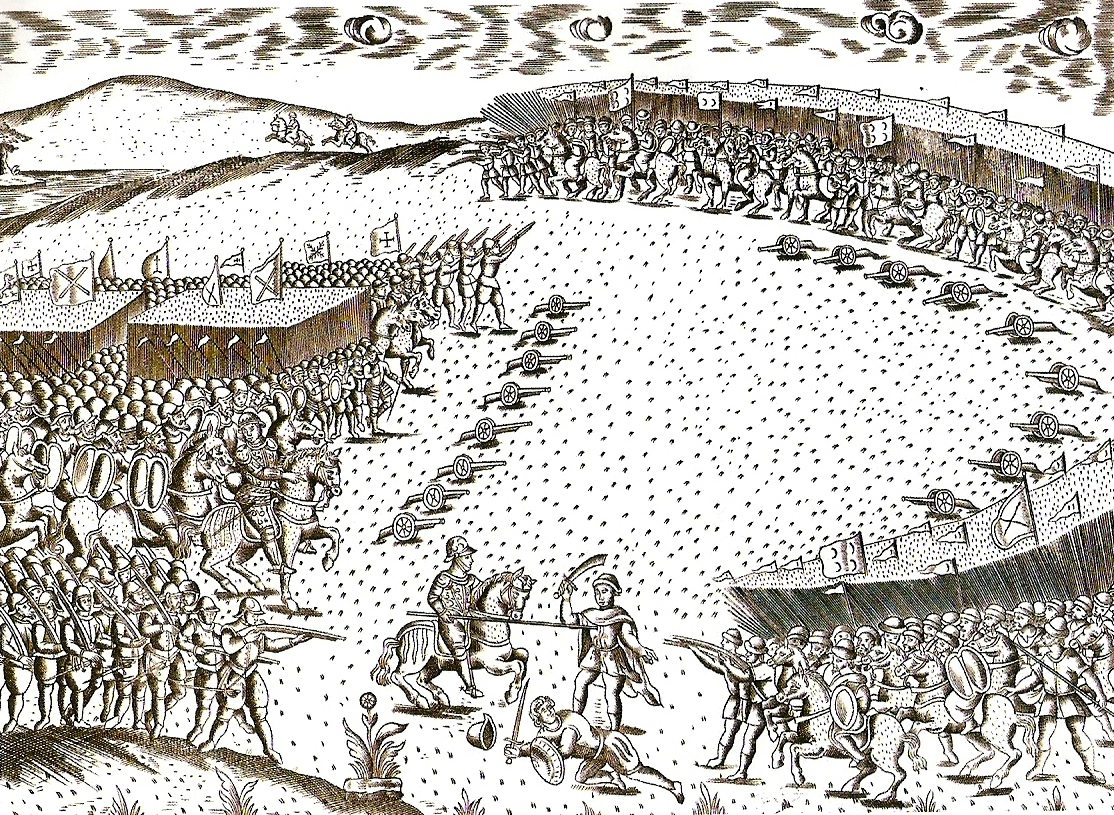
معركة وادي المخازن عام 1578 بين الدولة المغربية في يمين الصورة والإمبراطورية البرتغالية في يسار الصورة.

كانت ترتكز السياسة المغربية خلال القرنين السادس عشر والسابع عشر على خلق نوع من التوازن الدولي لكي يحافظ المغرب على استقلاله بعيدا عن الأطماع الأجنبية.

#### التوتر مع الدولة العثمانية
بدأت أولى الاتصالات مع الدولة العثمانية في القرن السادس عشر، حيث أصبح العثمانيون أقوياء جدا بعد
سقوط تلمسان (1517) سقوط الجزائر (1516) ثم الاستيلاء عليها مرة أخرى بصفة نهائية في سقوط الجزائر (1529)، مقتربين تدريجيا من مناطق نفوذ الدولة المغربية. بعد سقوط تلمسان (1517)، قام سلطان تلمسان بالهروب إلى فاس في المغرب لطلب اللجوء. وقد كان العثمانيون يقاتلون في شمال أفريقيا بصفتهم أعداء إسبانيا الكاثوليكية وفي نفس الوقت كانت سلالة السعديون قد أحرزت انتصارات هامة على البرتغاليين الذين اضطروا إلى الانسحاب من الجنوب المغربي، خاصة في أكادير سنة 1514، لتنجح سلالة السعديين فيما بعد بالإطاحة بسلالة الوطاسيين شمال المغرب وإعادة توحيد المغرب تحت سلطة واحدة.
وقد كان السعديون يعتبرون العثمانيين أدنى مرتبة: من الناحية الدينية، السعديون كانوا يعتبرون من سلالة الرسول، كونهم أشراف، وكان العثمانيون مجرد معتنقين جدد للدين الإسلامي بالمقارنة.
قام السلطان محمد الشيخ بحشد 30,000 رجل، بقيادة ابنه محمد الحران، وقام بغزو مدينة تلمسان سنة 1551، واصلت الجيوش المغربية تقدمها إلى قلعة العثمانيين مستغانم المحصنة، لكنهم فشلوا في الاستيلاء على المدينة. بهذه المناسبة، قام أمير بنو رشيد، والذي كان يحارب العثمانيين لمدة 30 سنة، بالوقوف معهم ضد السعديين وقام بتزويدهم بالكتائب. نجح العثمانيون في صد الهجوم السعدي بقوة مؤلفة من الكتائب القبلية والإنكشارية العثمانية بقيادة حسن كوسرو، قام العثمانيون فيما بعد باسترداد مدينة تلمسان من المغاربة ووضعوا حاكما عثمانيا على المحمية.

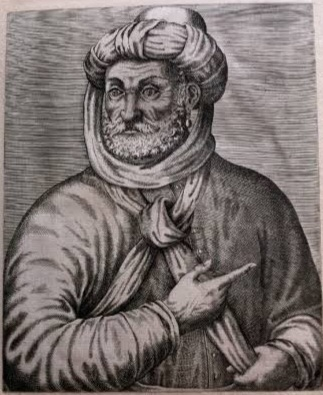
السلطان المغربي أحمد المنصور الذهبي (فترة الحكم: 1578-1603)

سنة 1552 حاول السلطان سليمان القانوني التقرب دبلوماسيا من السعديين، وألقى اللائمة على حسن باشا في حدوث النزاع، وقام بإزالته من حكم إيالة الجزائر، واستبداله بصالح ريس الذي قام -بعد رفض السلطان المغربي التعاون مع العثمانيين- بمحاولة لاحتلال مدينة فاس سنة 1554 انتهت بثورة أهلية.
| القوات المسلحة الملكية المغربية                                        | سلم على أمير القوارب سلطانك وقل له أن سلطان المغرب لابد أن ينازعك على محمل مصر ويكون قتاله معك عليه إن شاء الله ويأتيك إلى مصر والسلام. | القوات المسلحة الملكية المغربية |
| — جواب من السلطان محمد الشيخ إلى رسول السلطان العثماني سليمان القانوني | |                                 |

قام القائد العثماني حسن باشا بتدبير محاولة اغتيال ناجحة للسلطان محمد الشيخ -والذي قام بإنشاء حلف مع إسبانيا ضد العثمانيين- في أكتوبر 1557. ثم قام بمحاولة لغزو المغرب سنة 1558 انتهت بانتصار القوات المغربية في معركة وادي اللبن بقيادة السلطان عبد الله الغالب ورجوع الجيش العثماني إلى وهران، هذه الأحداث أدت إلى تماسك وطني في المغرب واحترام للاستقلال المغربي من طرف العثمانيين مما أدى إلى تحسن العلاقات.
قامت الدولة العثمانية بالتدخل في نزاع مغربي داخلي حول السلطة لتؤيد عسكريا عبد الملك الأول السعدي في الحصول على عرش المغرب ضد ابن أخيه ومنافسه محمد المتوكل فيما يعرف بالاستيلاء على فاس سنة 1576 والتي انتهت عن طريق التفاوض بانسحاب الكتائب العثمانية مقابل قدر كبير من الذهب، هذا الأخير قام باللجوء إلى الإمبراطورية البرتغالية مما أدى إلى نزاع مسلح بينها وبين الدولة المغربية انتهت بانتصار القوات المغربية في معركة وادي المخازن سنة 1578 وقيام إسبانيا باحتلال البرتغال. قام السلطان العثماني مراد الثالث ببعث رسالة إلى السلطان المغربي أحمد المنصور سنة 1580 يدعوه فيها إلى الهجوم على الدولتين:
| القوات المسلحة الملكية المغربية                                 | فلما وصل بمسامعنا الشريفة ومشاعرنا الحقانية المنيفة خبر طاغية قشتالة وأنه احتوى على سلطنة برتغالي، أو كاد وأنه جعل أهلها في الأغلال والأصفاد، وأنه لكم جار وعدو مضرار حركتنا الحمية الإسلامية . لإظهار الألفة الأزلية أن تتخذ عهدا وتؤكد أن المملكتين محروستا الجوانب ونعلق العهد بالكعبة . فإذا تم هذا الشأن . نوجه لكم ثلاثمائة غرابا سلطانية وجيش عز ونصر وكماه عثمانية تستفتح بها إنشاء الله بلاد الأندلس. | القوات المسلحة الملكية المغربية |
| — السلطان العثماني مراد الثالث إلى السلطان المغربي أحمد المنصور | |                                 |

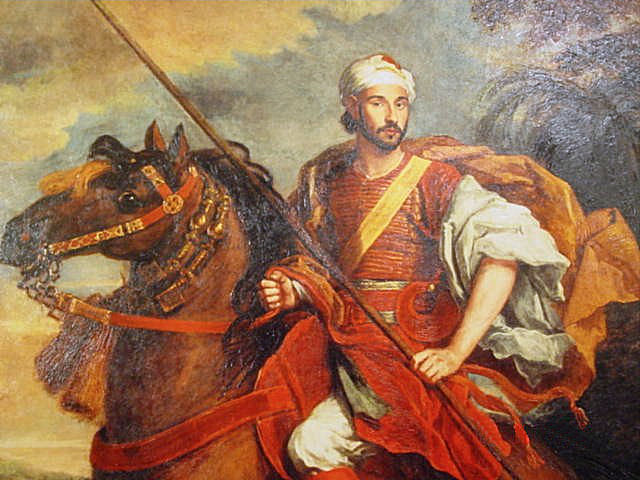
محمد بن حادو يرتدي لباس الفروسية المغربية سنة 1682.

إلا أنه في الواقع، قام السلطان مراد الثالث بإعطاء الأوامر لقائد الأسطول قلج علي يأمره بالتجهيز لحملة عسكرية ضد المغرب بهدف ضمه للدولة العثمانية سنة 1581، ردا على ذلك قام أحمد المنصور بحشد الجنود على الحدود الشرقية واستعدت القوات المغربية لصد الهجوم العثماني كما قام باتفاقية عسكرية مع إسبانيا، مما أدى بالسلطان العثماني إلى التراجع والقبول بالأمر الواقع. قام السلطان المغربي أحمد المنصور ببناء طوق دفاعي لحماية مدينة فاس من الهجمات وتأمين الحدود الشرقية بشكل نهائي سنة 1582.

## تنظيم الجيش

### تنظيم الجيش في العصر الموحدي
نظم الموحدون جيشهم تنظيما جديدا يتفق وخطتهم السياسية والمذهبية، فقد كانوا يعملون على تجميع اجزاء المغرب العربي تحت حكومة موحدة، وهذا يقتضي اعدادا قوات مسلحة كثيرة العدد، وطمحوا إلى اقرار مذهب فقهي جديد يستمد اصوله من مذاهب اسلامية مختلفة وعلى الخصوص المذهب الظاهري، وكان املهم الذي حاولوا تحقيقه بمختلف الوسائل ان يقروا في مختلف ربوع المغرب العربي هذا المذهب الجديد لعله يشكل عنصرا فعالا في تحقيق الوحدة، ومهما كانت النتائج التي ترتبت عن هذه المحاولات، فلا شك ان العناية بالتنظيم العسكري قد سهلت بالفعل تقاربا كبيرا بين اقطار المغرب العربي في ميادين كثيرة.

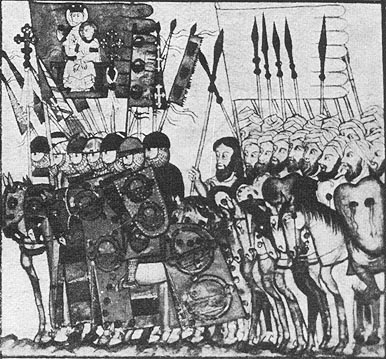
لوحة فنية تجسد الجيش الموحدي في معركة مراكش

لقد اقر الموحدون في جيشهم كل العناصر التي سبق ان عملت في صفوف المرابطين حتى لقد كان في هذا الجيش عدد كبير من المرابطين انفسهم ممن اخلصوا للدولة الجديدة كل الإخلاص، وهناك عنصر آخر هو الغز الذين قدموا في عهد المنصور عن طريق مصر، وهم اسلاف الاكراد الذين عرفوا بشدة باسهم في الجهاد، وهم بالتالي من اعقاب الآشوريين الذين كان يضرب بهم المثل في النضال المستميت والقسوة في الميدان العسكري.
اشتمل الجيش المغربي في هذا العهد اساسا على عناصر وطنية من المصامدة وصنهاجة وزناتة، فضلا عن العرب المستقدمين من أفريقية والقاطنين بالمغرب العربي، والسودان والغز والروم، هؤلاء الاخيرون كان لهم سان يذكر في تاريخ الموحدين وقد بلغ عددهم اثنا عشر الفا أيام المامون الذي كان أول من الغى المذهب الظاهري واعاد اقرار مذهب مالك بالمغرب.
اشتهر عن الجيش المغربي بهذا العهد كثرة الاستعراضات التي كان يقوم بها خصوصا قبل السير في الميدان وبعد الظفر في المعارك، مما كان يتيح لافراد الشعب، ان يشاهدوا عن كتب مبلغ القوة العسكرية التي تحافظ على سلامة البلاد في الداخل وتسجل لها مزيدا من الامجاد في الخارج، وكان الاستعراض منظما بمعنى الكلمة. اذ تتعاقب فيه الكتائب حسب ترتيب معين وتتقدمه كوكبة موسيقية تبلغ المائتين عدا.
حافظ الموحدون على خطة النظام القبلي فكان لكل مجموعة قبلية قائدها الخاص والجميع يعملون في اطار الجيش كوحدة متكاملة لقيادة عسكرية ومجلس حربي يراسه الملك، ويتداول اعضاؤه من امراء الدولة واركان الجيش حول الشؤون العسكرية الرئيسية خصوصا اقرار السلم أو الحرب.
وكانت قيادة الجيش العامة توكل إلى قائد من الاسرة المالكة أو من ذرية ابي حفص الهنتاني واسرة هذا الاخير هي التي انشات دولة تتمتع باستقلال ذاتي في تونس ثم بلغ من قوتها بعد ان كانت تتدخل في شؤون المغرب أيام بني مرين وكان البياض شعار الموحدين في زيهم سواء في الزي أو رايات الجيش أو الدولة، وكان ذلك كمخالفة للمرابطين كانوا يستعملون السواد مراعاة للعباسيين الذين اعترف المرابطون بسلطتهم الرمزية.

### تنظيم الجيش في العصر المريني

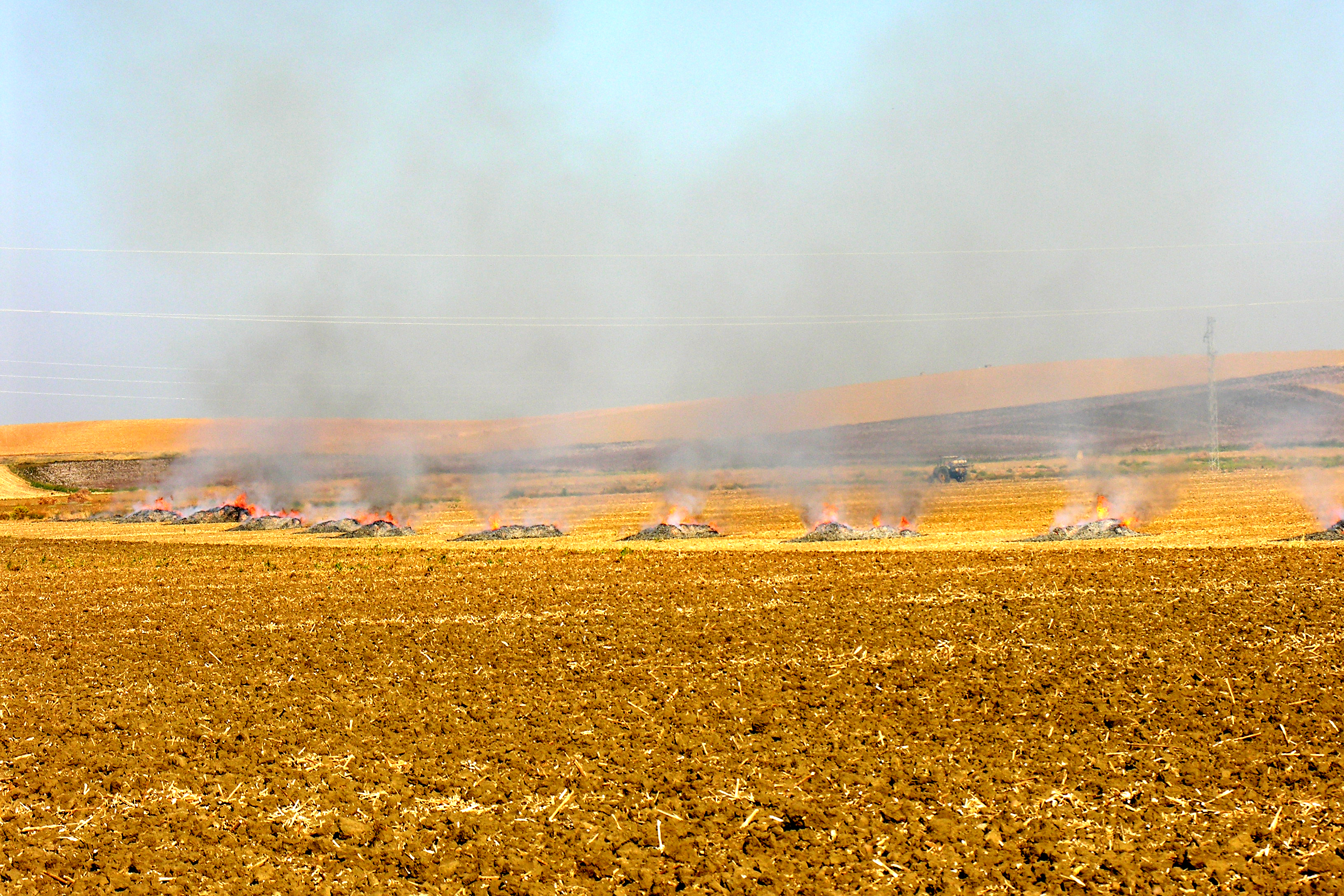
ارض زراعية قرب إستجة بالقرب من المكان الذي قتل فيه دون نونيو دي لارا ومقطوعة الرأس.

في العصر المريني تقوى العنصر العربي في الجيش المغربي إلى جانب العناصر الأخرى التي عملت سابقا في صفوف الموحدين.
وكانت العناصر المكونة للفيف الاجنبي تتركب اساسا من الغز المسيحيين، وعددها يناهز العشرة آلاف بينهم حوالي 1550 فارس من الاغزاز و 500 قواس واربعة آلاف من المسيحيين فضلا عن نواة للحرس الاسود.
كان الجيش إذا خرج للقتال احتفل لذلك بمحضر السلطات احتفال فخم، فتصحبه الدواب الملبسة بالديباج والقباب المزينة، وجرت العادة بان تصحب كتائب الجيش مجموعة من الفتيات والنساء يجلسن داخل هوادج، حتى يحمسن الرجال ويثرن غيرتهم على الحريم فيضطرون إلى التضحية حتى النهاية فداء لهن.
ولم يشذ المرينيون عن اتباع العادة التي سبق ان سلكها قبلهم المرابطون والموحدون اثر الانتصار في المعارك، حيث تجمع رؤوس الاعداد كتلة واحدة بعضها فوق بعض، ثم يقام عليها الاذان ويصلي المسلمون عن كتب منها، وتقضي واجبات الجهاد بتخصيص سهم واحد للرجال عند تقسيم الغنائم وسهمين للفارس، بعد استخراج الخمس لبيت المال، كالمعركة التي قتل فيها ذونونة، حصل فيها الجيش المغربي على مائة رأس من البقر، واما الغنم فلا تحصى، وبالرغم مما يبدو في هذا التعداد من مبالغة مفرطة، فان الجيوش المسيحية كانت تسير إلى الميدان عادة وهي محملة بمؤن وافرة، مما كان يعوق تحركاتها.

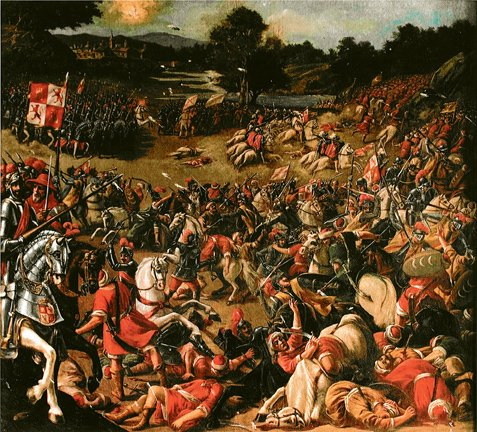
لوحة من القرن السابع عشر تمثل معركة ريو سلادو

تقدم بعض العطايا للجيش قبل القتال تشجيعا له، وكثيرا ما يصحب الملك معه مجموعة من العلماء والادباء، اثناء تنقلاته الحربية، كما اشتهر عن ابي الحسن الذي صحب إلى أفريقية نجو اربعمائة عالم واديب غرق اكثرهم عند الرجوع.
يتم عرض الجنود عند القتال يتسم استعراضهم عند الانتصار والدخول رسميا إلى بلد ثم فتحه، وكان هناك مجلس رسمي للعرض يعقد يومي الاثنين والخميس يخصص كذلك للمظالم واستقبال السفراء، وموقعه برج الذهب ببستان المسرة خارج فاس الجديد.
اما عمليات الحصار فكان بنو مرين يحشدون لها الفنيين والعمال ويضيقون بها على اعدائهم مدة طويلة حتى يضطروهم إلى الاستسلام في الغالب، فقد حاصر أبو الحسن تلمسان مدة عامين حتى اختط بقربها مدينة سماها المنصورة واحاط البلد المحاصر بخندق وسور جديد ونصب المجانيق والآلات واستكثر من الابراج إلى ان تمكن من فتح تلمسان واستعمل المرينييون نفس الاسلحة الحربية المعروفة قبلهم، وهكذا استخدموا المنجنيقات والسيوف والنبال، وكما استعملوا الرعادت واستخدموا في موسيقاهم العسكرية، الابواق والطبول والطنابير وكان قتال الجيش المغربي في عهد الدولة عنيفا، فقد روى بعض المؤرخين ان عشرة آلاف فارس مغربي اشترك في معركة ريو سلادو، حتى ابتلت دروعهم بالدماء، وكانوا يتصافون اثناء القتال ويطعنون بسيوفهم بمنتهى الشدة، وان هذه الصفات تدرك بمثيلاتها في ابعد حقب التاريخ المغربي قبل الاسلام على ما رواه مؤرخون من الرومان وكانوا شاهدي عيان.

## تاريخ الجيش المغربي المعاصر
تم إنشاء القوات المسلحة الملكية المغربية يوم 14 مايو من سنة 1956، وذلك عقب حصول المغرب على الاستقلال من الحماية الفرنسية، وقد تشكلت من أربعة عشر ألف فرد من المغاربة الذين خدمو بالجيش الفرنسي وعشرة آلاف فرد من

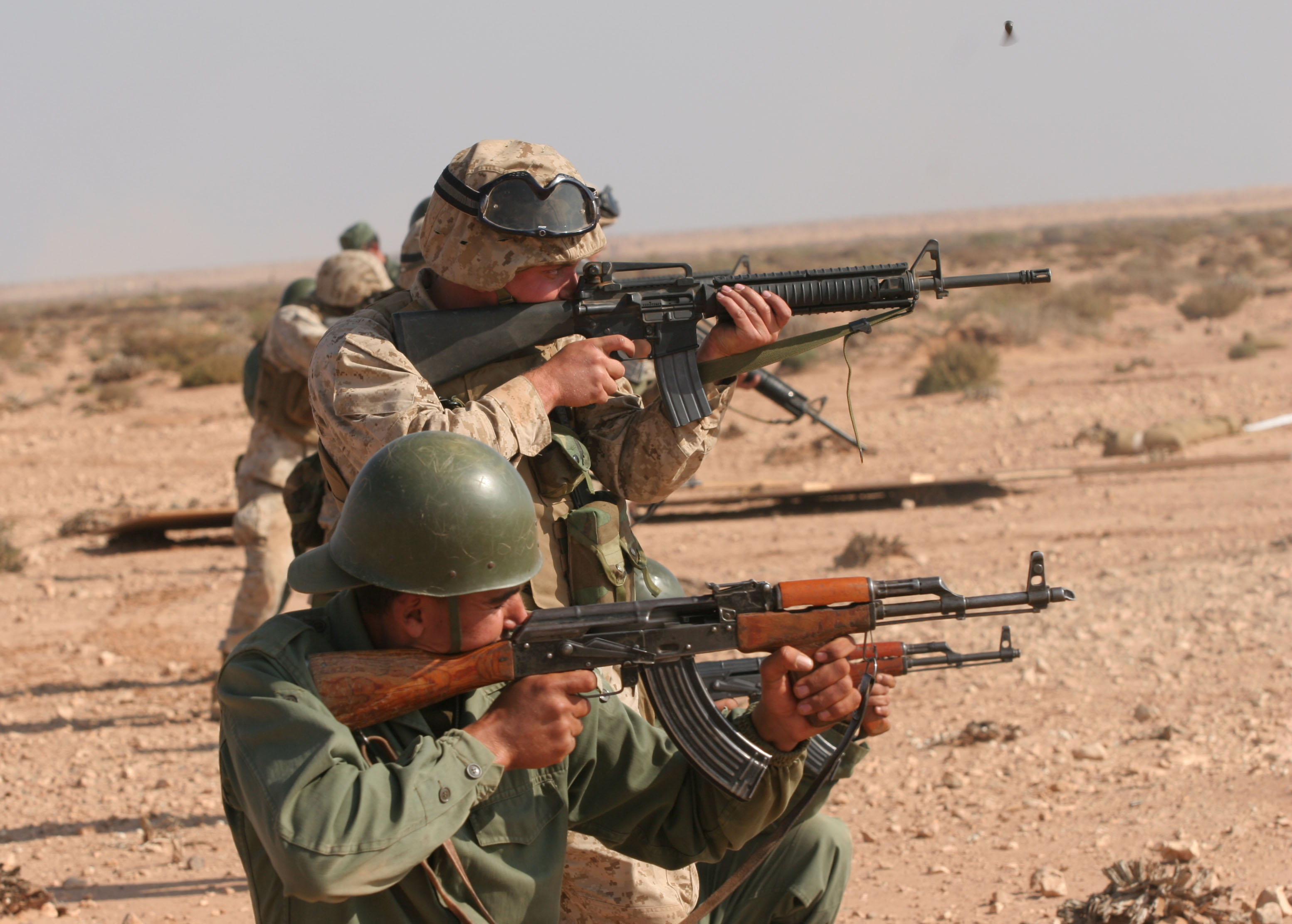
جنود مغاربة مع جنود من البحرية الأمريكية

القوات المسلحة الإسبانية إضافة إلى خمسة آلاف مقاتل من جيش التحرير، وقد بقي حوالي ألفي ضابط وضابط صف من الجيش الفرنسي في عقود قصيرة المدى بالمغرب حتى تخرج العدد الكافي من الضباط المغاربة، وفي سنة 1960 تم تأسيس البحرية الملكية المغربية.
وقد عرفت قيادة الجيش المغربي عدة تغيرات منذ نشأته سنة 1956 إلى الآن خصوصا بعد الإنقلاب الفاشل الذي نظمه الجنرال محمد أوفقير الذي كان يشغل حينها منصب وزير الدفاع سنة 1972 بحيث تم إلغاء هذه الحقيبة الوزارية وأصبح الملك هو القائد الأعلى ورئيس أركان الجيش وينوب عن القائد الأعلى للقوات المسلحة ما يسمى ب«المفتش» على سبيل المثال المفتش العام للقوات الجوية، المفتش العام للقوات البحرية وهكذا، أما هيئة الأركان فتتشعب عنها ما يسمى بـ «المكاتب».
وقد شرعت القيادة العليا في تكوين الضباط في مختلف المعاهد العسكرية الوطنية والأجنبية كالأكاديمية الملكية العسكرية بمكناس، وتزويد مختلف وحدات القوات المسلحة الملكية البرية والبحرية والجوية بالأسلحة العصرية وفي إصلاح نظامها وتطوير قيادتها وتجهيز المرافق التابعة لها كالدرك الملكي والمجلس الأعلى للدفاع الوطني والمحكمة العسكرية.

## أبرز الحروب الحديثة

### الحرب العالمية الثانية

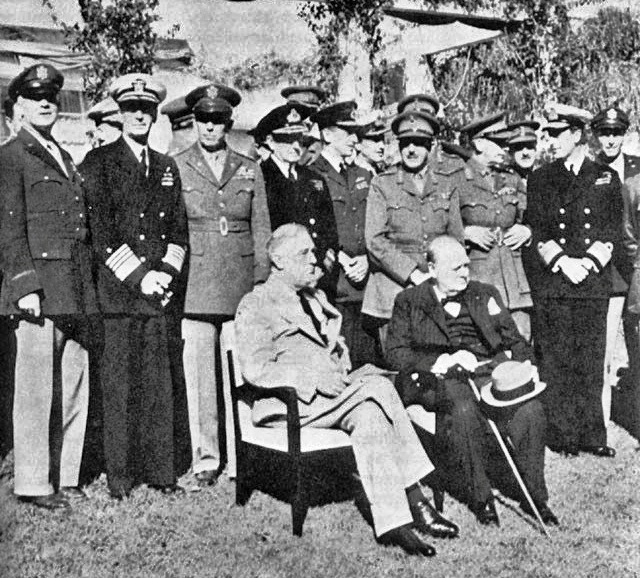
لقاء آنفا (1943)، الرئيس فرانكلين روزفلت والوزير الأول ونستون تشرشل

ساهم المغرب إلى جانب الحلفاء وخاصة فرنسا لتصدي إلى الديكتاتوريات الفاشية الإيطالية والنازية الألمانية، وتتجلى أسباب تلك المشاركة في دعوة السلطان محمد بن يوسف (محمد الخامس) الشعب المغربي إلى مؤازرة فرنسا ماديا وعسكريا مباشرة بعد اندلاع الحرب العالمية الثانية·
يرجع سبب مساندة السلطان لفرنسا والحلفاء إلى أن المغرب كان في تلك الفترة تحت الحماية الفرنسية وإيمان المغرب بقيم السلم والتحرر والسيادة بعد الحرب ونتيجة لذلك قام عدد كبير من المغاربة للاستجابة لدعوة الملك محمد الخامس للانخراط في تحرير فرنسا من الغزو النازي، وناهز عدد المغاربة الذين انضموا للجيش الفرنسي خلال الفترة الممتدة ما بين 1942 ونهاية الحرب العالمية الثانية في 1945، زهاء 85 ألف محارب إلى جانب الجنود الفرنسيين حيث سقط خلال هذه الحرب 15 ألف قتيل في معارك شمال أفريقيا وأوروبا، وقد كان المغرب قاعدة إستراتيجية لانطلاق العمليات العسكرية في منطقة البحر الأبيض المتوسط لصد الجيوش الألمانية والإيطالية، وفي هذا الإطار نزلت قوات الحلفاء بالسواحل المغربية بالدار البيضاء والمهدية في نوفمبر 1942، واستضافة المغرب لقاء أنفا في يناير 1943 كمساندة دبلوماسية للحلفاء ·
شارك الجنود المغاربة في جبهات مختلفة إلى جانب الحلفاء فحاربوا في صف واحد مع الجنود الفرنسية ضد إيطاليا وألمانيا فنجحوا في تحرير عدة مناطق لفرنسا منها مرسيليا وتولون، وبعد أيام قليلة من وصولهم إلى الحدود البلجيكية أتت بهم السلطات الفرنسية من المغرب خلال الفترة الاستعمارية، مستعينة بهم لوقف زحف الألمان عبر الأراضي البلجيكية نحو الشمال الفرنسي، وذلك بناء على معلومات وصلت للاستخبارات الفرنسية آنذاك، وصل المحاربين المغاربة إلى حدود بلجيكا في 1940، وساروا على أقدامهم، ووصلوا إلى مكان المعركة، وحاصروا الألمان ثلاثة أيام في، وخاضوا معهم حرب شوارع أشاد بها الجميع وقدكانت أهم المناطق التي أرسل إليها الجنود المغاربة لمواجهة القوات الألمانية والإيطالية هي فرنسا وبلجيكا وهولندا. وفقد المغرب عدة ضحايا في صفوف جنوده قتلى جرحى مفقودين. اثر مساهمته إلى جانب الحلفاء لتحرير اورويا من الدكتاتوريين الفاشية بإيطاليا والنازية بألمانيا
```
:
```

| القوات المسلحة الملكية المغربية | الذين قتلوا في هذه الحرب سقطوا دفاعا عن الحرية والكرامة لمجتمع يراد أن تسوده الحرية والتسامح ودفاعا عن الأجيال الجديدة | القوات المسلحة الملكية المغربية |

### حرب أكتوبر
شاركت القوات المسلحة الملكية المغربية في حرب أكتوبر على جبهة الجولان بلواء مدرع مدعوم بدبابات سورية ومضادات طائرات
 ، وعلى الجبهة المصرية بلواء مشاة.
كانت القوات المغربية المشاركة في حرب أكتوبر جد متطورة تضم خيرة ضباط وجنود المدفعية المغربية الذين كان أغلبهم من ثكنة قصر السوق سابقا (الرشيدية حاليا) ومن «مدرسة الدارالبيضاء» بمكناس الشهيرة في التكوين العسكري للمدفعية، التجريدة المغربية بقيادة الجنرال عبد السلام الصفريوي.

### حرب إفني

جنود من جيش التحرير على الجبهة في حرب افني

حرب إفني أو الحرب المنسية هي حرب أعلنها المغرب ضد الجيش الإسباني والفرنسي في أكتوبر 1957 واستمرت إلى غاية أبريل 1958، بعد عام واحد من استقلال المغرب. وتم بموجبها استرجاع رأس جوبي (طرفاية) إلى المغرب.
بدأت الهجمات في أكتوبر 1957 وكانت عبارة عن سلسلة من الهجمات في الصحراء الغربية قام بها مقاومون مغاربة من المناطق التي استقلت للتو من الحماية بالمشاركة مع صحراويي المنطقة، للمطالبة باسترجاع الأراضي التي كان الاحتلال الإسباني لا زال يحتلها آنذاك.
أدت الهجمات إلى دخول [[الجيش المغربي)) (جيش التحرير) رسميا الحرب ضد إسبانيا وذلك ببدء تنظيم صفوف المقاومين وقيادتهم، علاقات المغرب المضطربة مع فرنسا أدت إلى دخول هذه الأخيرة إلى جانب إسبانيا في الحرب.
رغم خسارة المغرب العسكرية إلا أنه نجح في استرجاع الجزء الشمالي من الإقليم (الصحراء الإسبانية آنذاك) وقام سنة 1975 بالمسيرة الخضراء حيث انسحبت إسبانيا من مجموع الإقليم.
كان الملك محمد الخامس رحمه الله في زيارة للولايات المتحدة الأمريكية من أجل حشد الـتأييد والدعم للثورة الجزائرية عندما اندلعت حرب سيدي ايفني سنة 1957م.

### حرب الرمال
في 14 أكتوبر، قامت القوات المسلحة الملكية المغربية باحتلال حاسي بيضة وتنجوب ودفعت بالقوات الجزائرية نحو طريق بشار-تندوف، هذا التدخل للقوات النظامية يشكل البداية الفعلية للنزاع
كان الجيش المغربي، المسير من طرف ادريس بن أوعمر مجهز جيدا بتجهيز غربي وممون على الدوام، أما القوات الجزائرية المسيرة من طرف هواري بومدين لها الخبرة في حرب العصابات والاعتماد على هجمات الكر والفر لكنها سيئة التجهيز والتي تشكلت مؤخرا من حرب العصابات في صفوف جبهة التحرير الوطني وتلقى تذبذبا في التموين، فكانت مواجهة غير متكافئة.

### حرب الصحراء
في 11 ديسمبر 1975، وصلت القوات المغربية الأولى إلى العيون، واندلع القتال مع جبهة البوليساريو. في 20 ديسمبر، نجحت القوات الموريتانية في السيطرة على تشلة والكويرة، بعد أسبوعين من الحصار. في 27 يناير، اندلعت معركة أمغالا الأولى ومعركة أمغالا الثانية بين المغرب والجزائر مع جبهة البوليساريو.
في يناير 1976، قصفت القوات الجوية الملكية المغربية مخيمات للاجئين أيضا في الجزء الشمالي من الإقليم. في الشهر التالي، هاجمت الطائرات المغربية مخيمات اللاجئين في أم دريقة بالنابالم وقنابل الفوسفور الأبيض، مما أسفر عن مقتل الآلاف من المدنيين.
في 26 فبراير 1976، أعلنت إسبانيا رسميا انسحابها الكامل من المنطقة.

### التدخل العسكري في زائير
قامت المملكة المغربية بارسال وحدات مغربية ضمن قوات حفظ السلام إلى الكونغو الديمقراطية لحماية المباني الحكومية والدولية وكذا تأمين المنشات الصناعية.

### حرب الخليج الثانية
شاركت القوات المسلحة الملكية المغربية في حرب الخليج الثانية ب 13 ألف جندي وتوزعت وحدات من الجيش المغربي بالمناطق الحدودية (السعودية العراقية) وساعدت الوحدات المغربية في تأمين المناطق المحررة في الكويت، وشاركت بعض الوحدات في العملية البرية رفقة الجيش السعودي.

### العمليات العسكرية ضد الحوثيين
شاركت القوات الجوية الملكية المغربية ب 6 طائرات إف-16 فايتنغ فالكون نفدت عدة ضربات استهدفت مواقع للحوثيين ومخازن الذخيرة والسلاح .
أعلنت حكومة المغرب في 10 مايو فقدان إحدى طائراتها المشاركة في الغارات الجوية من نوع إف 16 مع قائدها. وبث التلفزيون اليمني تقرير يظهر حطام الطائرة التي تم إسقاطها في محافظة صعدة شمال اليمن.

### معركة أمغالا الأولى

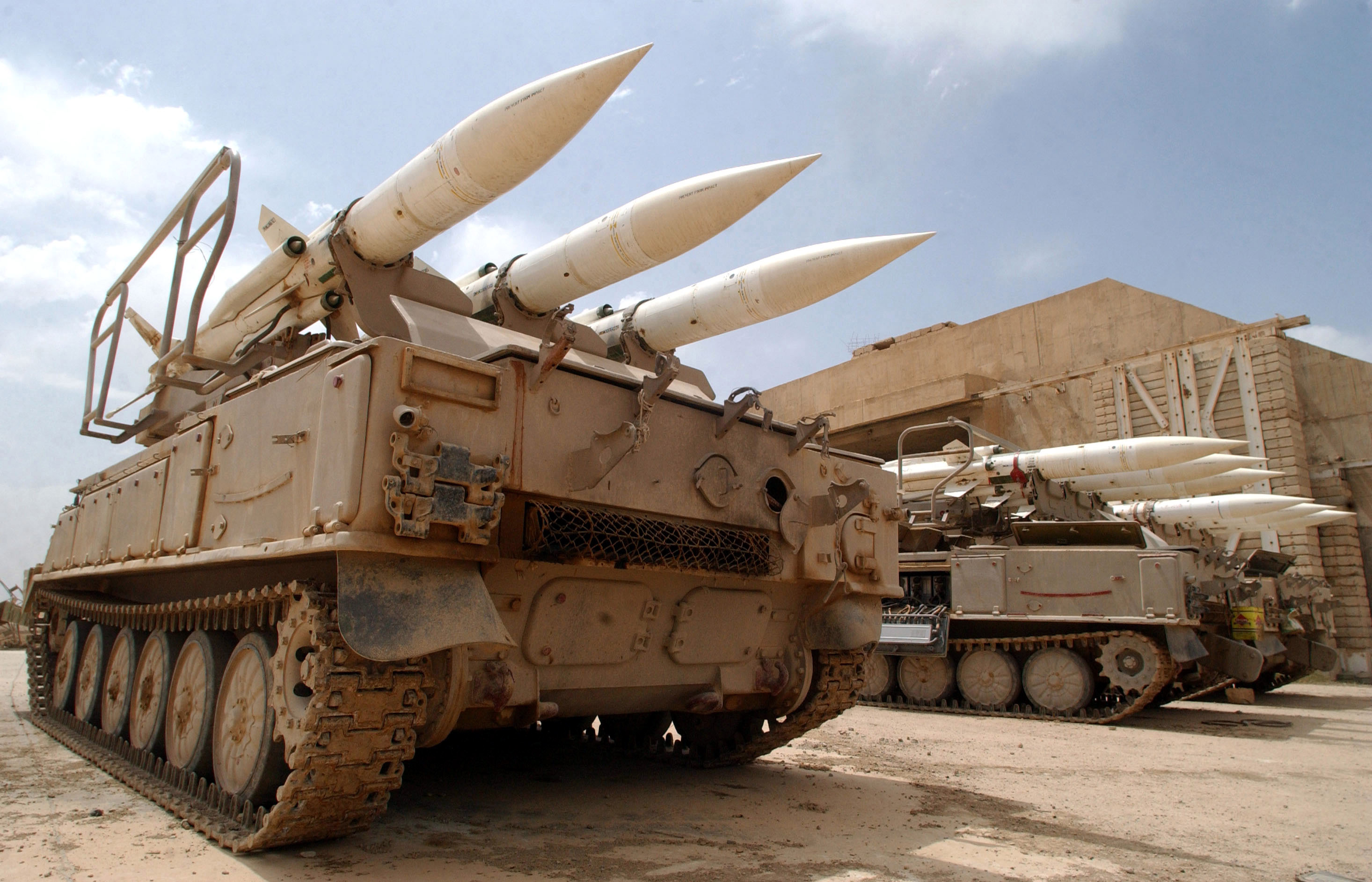
صواريخ سام 6 استخدمها الجيش الجزائري

قام اللواء الأول للمشاة بالجيش الجزائري بالهجوم على بلدة أمغالا، في حين قام لواء آخر بالهجوم على منطقة التفاريتي، وتمركز لواء آخر للمدرعات بالمحبس.
وبعد ورود هذه المعلومات، توجه الجيش المغربي لصد هذا الهجوم في قوة تضم وحدة لجبهة التحرير والوحدة تحت قيادة النقيب حبوها لحبيب، وفيلقين للمشاة يقودهما الكولونيل بن عثمان مدعومين بقوة للمدرعات تتكون من 36 دبابة.
قام الجيش الجزائري بمركزة مدفعيته الثقيلة على الأراضي الموريتانية وبالتحديد بمنطقة: «كارة فوق كارة»، والتي تبعد مسافة 6 كلمترات عن أمغالا.
قامت القوات الجوية الملكية المغربية بدور كبير في هذه المعركة، إذ قامت بقصف مواقع المدفعية الجزائرية وقتل الضابط المسؤول عنها. بعدها سيتراجع الجيش الجزائري فارا من ساحة المعركة تاركا وراءه الكثير من السيارات والمعدات.[بحاجة لمصدر]
الكومندار بلخادم من الدرك الملكي المغربي هو الذي رافق الوفد الصحفي الأجنبي إلى أمغالا.
انتصرت القوات المسلحة الملكية المغربية وسيطرت على بلدة أمغالا[بحاجة لمصدر]

### معركة أمغالا الثانية
كانت معركة أمغالا الأولى سببا مباشرا لاندلاع معركة أمغالا الثانية بحيث قام الرئيس الجزائري هواري بومدين بارسال وحدات من القوات الخاصة الجزائرية(كوموندوس) للهجوم ليلا على كتيبة مغربية متمركزة في ضواحي أمغالا .

قامت الكتيبة المغربية المتمركزة بضواحي مدينة أمغالا بتدمير كامل فرق القوات الخاصة الجزائرية وأسر 250 فرد.
كما لعبت معركة أمغالا الثانية دورا مباشرا في اندلاع معركة أمغالا الثالثة.

## الأفرع الرئيسية

### القوات البرية

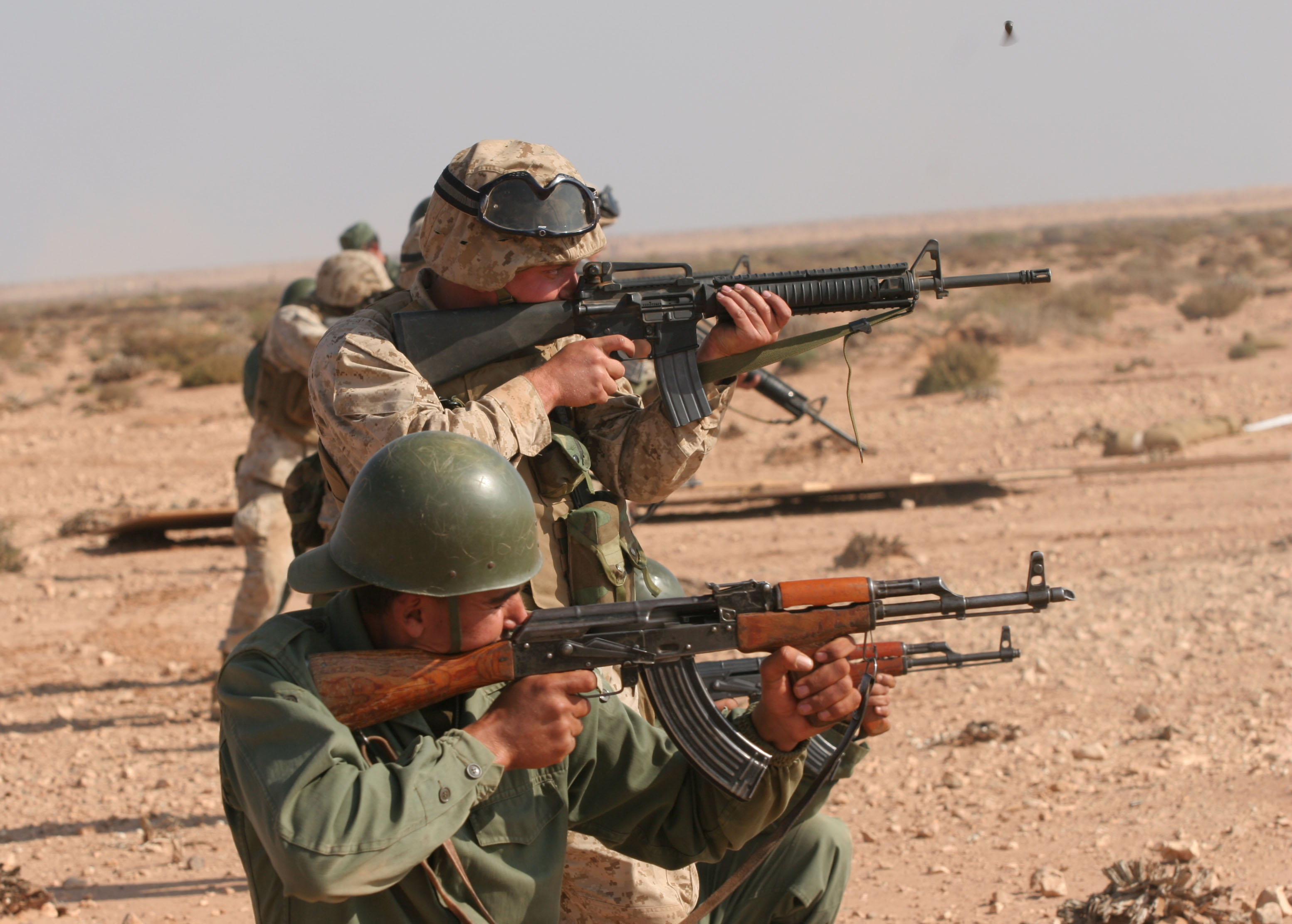
جنود مغاربة يتدربون على إطلاق النار مع جنود من مشاة البحرية الأمريكية.

يتكون الجيش الملكي المغربي من حوالي 195 ألف مقاتل مدربين جيدا مع تركيز نوعي في التدريب على مجابهة حرب العصابات وقد جرى تقسيم الجيش إلى قيادتين مختلفين، القيادة الشمالية (مقرها الرباط) والقيادة الجنوبية (مقرها أكادير)، ويتركز عمل القوات في المنطقة الشمالية على تأمين الحدود مع دولة الجزائر والمحافظة على الأمن الداخلي، أما قوات المنطقة الجنوبية فيتركز عملها على تنظّيم القتال ضد حركة البوليساريو الإنفصالية، وتأمين الحدود مع موريتانيا.
يتنظم الجيش المغربي بتشكيلاته العامة من ثلاثة ألوية للمشاة الآلي، ولواء أمن خفيف واحد، لوائي جنود مظلات، وثمانية أفواج مشاة آلية ممكننة لكل منها ثلاث كتائب. كما يوجد هناك عدد كبير من الوحدات المستقلة الصغيرة وتتكون هذه الأخيرة من 11 كتيبة مسلّحة، 39 كتيبة مشاة، ثلاثة كتائب ممكننة،5 كتائب جبلية، كتيبتا سلاح فرسان، 9-12 كتائب مدفعية، مجموعة دفاع جوي واحدة، سبعة كتائب هندسة، 4-7 وحدات مغاوير و3كتائب من القوات المحمولة جوا.

### القوات الجوية

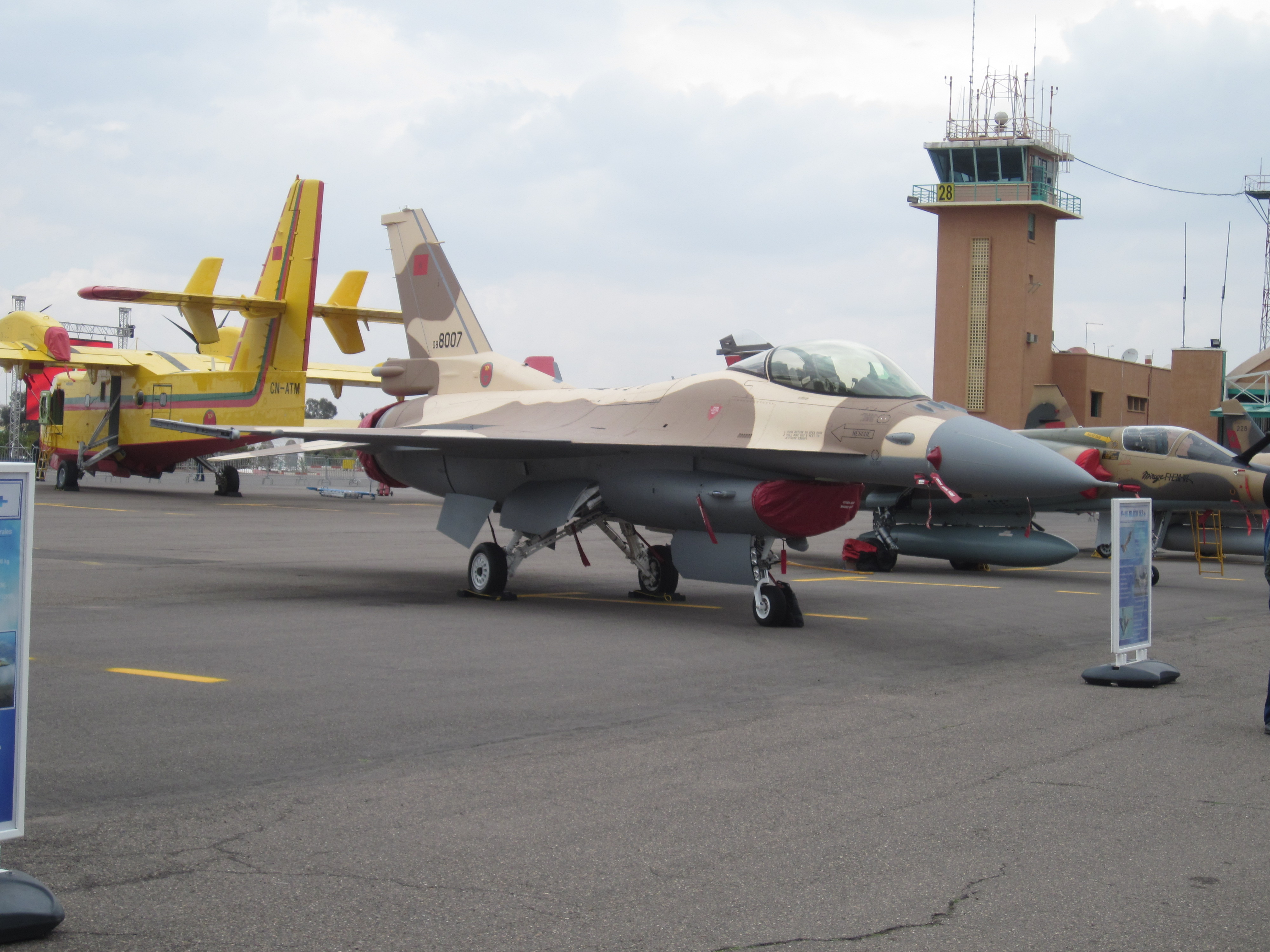
مقاتلة إف-16 مغربية في معرض مراكش الجوي سنة 2012.

القوات الجوية الملكية المغربية وتعرف اختصارا ق ج م م، هي الفرع الجوي للقوات المسلحة المغربية، تم إنشاؤها سنة 1956 ويبلغ مجموع الموظفين بها نحو 13,500 موظف.
توجد 34 قاعدة جوية حربية أكبرها هي:
- القاعدة 1 في الرباط/سلا،
- القاعدة 2 في مكناس،
- القاعدة 3 في القنيطرة،
- القاعدة 4 في العيون،
- القاعدة 5 في سيدي سليمان،
- القاعده 6 في ابن جرير بالإضافة إلى التسهيلات (القواعد الجوية المشتركة) مع الدرك الملكي المغربي والبحرية الملكية المغربية.

عند انشائها، تزودت القوات الجوية بطائرات ميغ 15 وميغ 17، تم استبدالها في منتصف الستينات بطائرات نورثروب إف-5 التي تتجاوز سرعتها سرعة الصوت. مع انطلاق نزاع الصحراء، اشترى المغرب طائرات داسو ميراج إف1 من فرنسا لضمان مدى عملي أكبر وتدخل أسرع.
لعبت القوات الجوية الملكية دورا هاما في نزاع الصحراء وحرب الرمال حيث نجحت في تدمير عدة أهداف (مدفعيات، نقاط محصنة)

### القوات البحرية

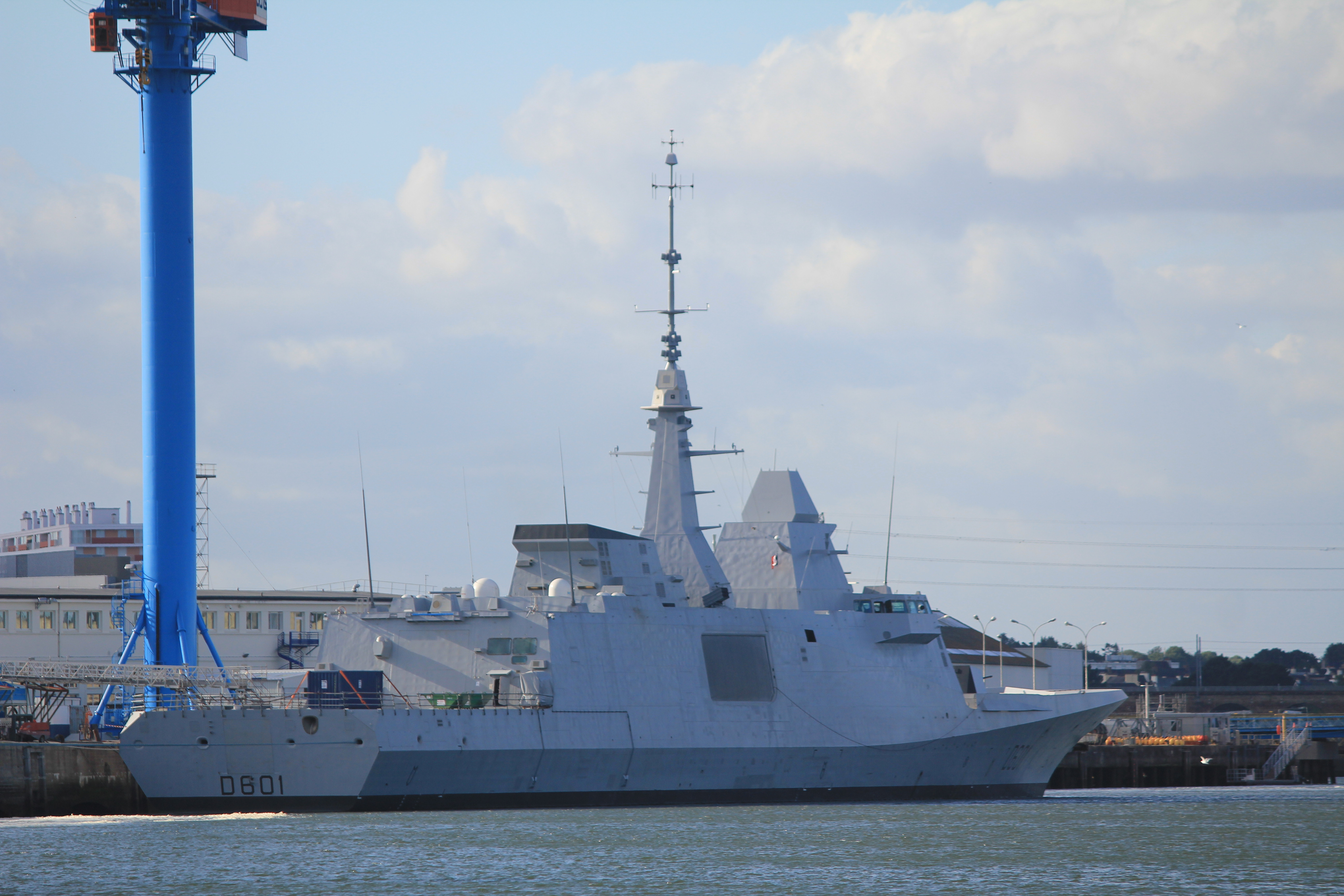
فرقاطة محمد الخامس التابعة للبحرية المغربية

القوات البحرية الملكية المغربية هي الفرع البحري للقوات المسلحة المغربية تأسست في 1 أبريل 1960 من قبل محمد الخامس، من اجل حماية السواحل المغربية والتي تمتد على البحر الأبيض المتوسط والمحيط الأطلسي على مسافة 2952 كم.تسير البحرية الملكية المغربية إداريا من طرف الوزارة المنتدبة المكلفة بالدفاع، ولكنها تقبع تحت قياد الملك محمد السادس القائد الأعلى ورئيس أركان الحرب العامة للقوات المسلحة المغربية.

### الدفاع الجوي
تخضع قوات الدفاع الجوي المغربية إلى إدارة القوات المسلحة الملكية المغربية وتغطي كامل تراب المملكة المغربية.
ان قوات الدفاع الجوي المغربية فعالة وتستفيد من ثلاث نقاط:
- مركز الدفاع الجوي: ينسق مع العمليات.
- الطائرات المقاتلة.
- مضادات الطائرات المختلفة.

تتكون قوات الدفاع الجوي المغربية من:
- إم آي إم-104 باتريوت وهو منظومة دفاع جوي صاروخي من نوع أرض-جو.
- إم آي إم-23 هوك وهو منظومة دفاع صاروخي متوسطة المدى من نوع أرض - جو.

### الدرك الملكي
مؤسسة أمنية وعسكرية في، وهو فرع من فروع القوات المسلحة الملكية، تأسس سنة 1957 بظهير شريف رقم 1.57.280 يشمل عمله بسائر تراب المملكة والجيوش والحفاظ على النظام العام بالمناطق القروية وطرق المواصلات

## أفرع أخرى

### قوات الحرس الملكي المغربي

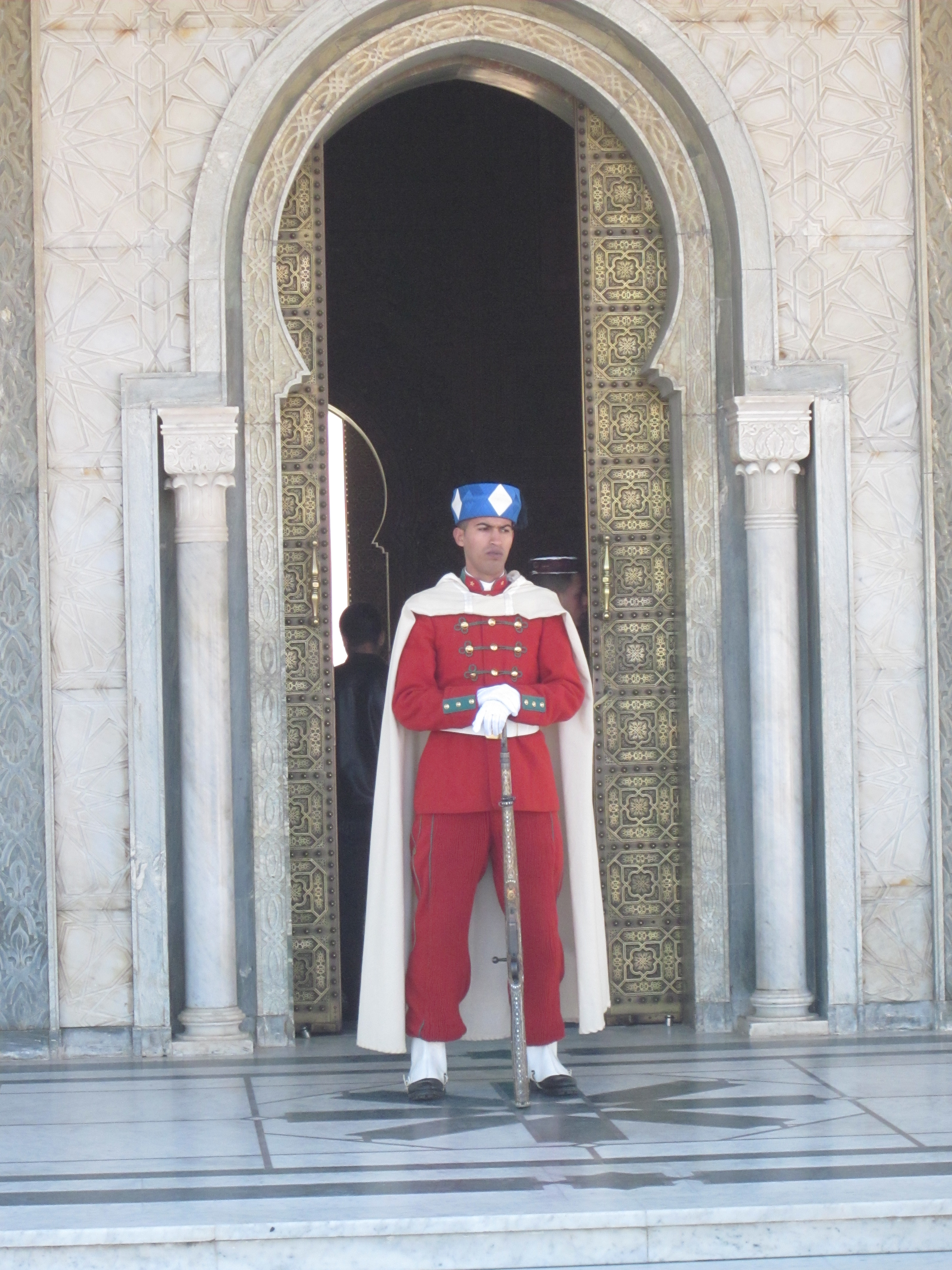
فرد من الحرس الملكي.

الحرس الملكي المغربي هو قوة تابعة للقوات المسلحة المغربية هي الجهة التي تقوم بتأمين الحماية للقصور والمنشآت والأضرحة والرموز الخاصة بملوك المغرب
هذه المؤسسة الخاصة جداً تشابه ما يصطلح عليه في التنظيم الخاص بالدول الحرس الرئاسي، إلا أن وضع الحرس الملكي بالمغرب مختلف تماماً، حيث يختلط على مستواه الأمني العسكري بالديني، والرمزي بالواقعي، والحداثي بالتقليدي، مما يجعله أكثر الأجهزة ثأتيراً في البروتوكولات المخزنية.
عرف المغرب مؤسسة الحرس الملكي في الدول التي تعاقبت على حكمه، إذ كان يعرف في عهود الأدارسة والمرابطين والموحدين والسعديين بالحرس الأسود من بداية تأسيس المغرب إلى القرن السادس عشر.

### القوات المساعدة
القوات المساعدة هو جهاز امني موضوع تحت سلطة وزير الداخلية ويسري على جميع أفرادها النظام العسكري لها دور مهم في ٱستثباب الأمن بسائر تراب المملكة تقوم بتقديم مختلف أشكال العون والمساعدة للسكان عندما تصيب البلاد إحدى الآفات أو الكوارث الطبيعية تتكون من وحدات متعددة المهام، تتدخل في جميع مناطق المملكة كيف ما كانت الظروف وهي تحت إشراف المفتشية العامة للقوات المساعدة، تتوفر هذه الوحدات على جميع المعدات اللوجستية والأسلحة الخفيفة وكذلك العنصر البشري المؤهل للقيام بجميع المهام المسندة إليها، كما تخضع هذه الوحدات لنظام عسكري صارم وتنقسم لعدة كتائب مختلفة التخصص والمهام. ومن بين أهم المهمات المسندة لهذه الوحدات هي الحفاظ على الأمن والنظام العامين والتدخل عند الكوارث والتدخل لفض أعمال الشغب والتجمهرات المخلة بالأمن، والمحافظة على النظام في المباريات الرياضية والملتقيات الثقافية والتظاهرات الفنية، بالإضافة إلى حراسة المراكز الحساسة وحماية الحدود من داخل ألوية القوات المسلحة الملكية بمناطق العمليات بالصحراء جنوبا وشرقا أو بالقطاعات الخاضعة لحراسة القوات المساعدة شمالا في إطار محاربة الهجرة السرية وتهريب المخدرات.

### القوات الخاصة
1- الخلفية التاريخية:

أفراد من القوات الخاصة المغربية في تفجير مقهى أركانة

يؤرخ لوجودها في الفترة ما بين عامي 1972 و1991، وهى فترة الحرب مع منظمة البوليساريو، وتشير المعلومات المتاحة إلى أن القوات الخاصة مكونة من 7 وحدات لها تجهيزات عالية تقارب تجهيزات القوات الخاصة العالمية.
وجاء الإعلان عنها كرد فعل على التصعيد، الذي أعلنته ميليشيات البوليساريو. ويوجد نحو 1200 جندي من قوات العمليات الخاصة في القارة الإفريقية يتولون التدريب وتشغيل طائرات دون طيار، بينما تحظى باهتمام من الملك، خصيصا وهي لم تشارك في الانقلابات التي تمت في المغرب، وفي أحيان نادرة يتدخلون مباشرة.
2- السمات:
يتميز أفراد القوات الخاصة بمستوى تعليمي مرتفع، ولياقة بدنية عالية، وبنيان جسماني قوى وتدريبات على مستوى عال من المهارات.
3- المهام:
تتدرب على تنفيذ المهام الحساسة كالتدخل في حالات الأزمات الكبرى وتأمين المواقع الاستراتيجية والتصدي للعمليات والمحاولات الإرهابية بالإضافة إلى ما يلي:
- مكافحة المخدرات.
- تحرير الرهائن
- تدمير بطاريات السام
- تحصين المطارات والسدود المائية والمنشآت الإنتاجية الكبرى والاستراتيجية والمؤسسات.
4- التشكيل والبناء التنظيمي
تنقسم القوات الخاصة المغربية إلى ثلاثة أقسام وهي كالآتي:
أ- الأمنية وبها شقان الأول تابع للمديرية العامة للأمن الوطني، ويضم فرق التدخل السريعB.R.I وفرقة القنص الخاصة وفرقة التقنية العلمية الخاصة وقوة مكافحة الإرهاب، أما الشق الثاني فيتبع المديرية العامة لمراقبة التراب الوطني ويضم فرقة المكتب المركزي للأبحاث القضائية B.C.I.
ب- عسكرية:
وبها ثلاثة أصناف، الأول بري يبني أساسا على القوات المحمولة، وفرقتان متنقلتان (السمارة - العيون) أما الصنف الثاني فهو بحري ويضم قوات الإنزال البحري مشاة بثلاثة أفواج (الحسيمة- أسفي والداخلة) وفرقة مهام خاصة والصنف الثالث من القوات الخاصة العسكرية متمثل في فرقة أطلس وتايغر.
ج- شبه عسكرية:
يضم هذا القسم قوات الكوموندوس التابع للأركان حرب الحرس الملكي ذات التسليح العالي وأيضا قوات خاصة تابعة للدرك الملكي منها فرق التدخل السريع G.I.G.R وفرقة التدخل في الأزمات.
5- التدريب:
يتلقى الضباط تدريبهم الأساسي لمدة خمس سنوات، 4 سنوات في الأكاديمية العسكرية بمكناس، وسنة بالمدرسة الملكية بالدار البيضاء، أما ضباط الصف فيحصلون على تدريب لمدة سنتين في المدرسة الملكية بمراكش، ونصف سنة في مراكز الدرك المتخصصة كما تتلقى تدريبات مع قوات أجنبية مثل القوات الأمريكية الخاصة وكذلك المشاركة في مناورات «فلينتلوك» الخاصة بتدريب القوات الإفريقية للتصدي للعمليات الإرهابية.
- التسليح:
تستخدم مجموعه واسعة من الأسلحة النارية، أغلبها مستورد من الخارج، حيث تستخدم:
- من البنادق والأسلحة الخفيفة P90، MP5A3، FN/Fal ، UMP.
- من بنادق القنص القياسية M2، FR F1، Mauser SP66.
- مدفع رشاش عيار 7,62 ملم طراز M240
- قذيفة فاصلة للنعل طراز C785 عيار 120 ملم
- قذيفة طراز CA31 HEAT شديدة الانفجار والمضادة للدبابات عيار12 ملم.
- قاذف للقنابل الدخانية من نوع M250.
النظام المالي:
تتفاوت رواتب الجنود المغاربة من 2500 درهم للجندي إلى 140000 درهم للقائد العام.
- التصنيف وأبرز العمليات
تأتي ضمن أفضل خمس قوات خاصة عربية، حيث جاءت في المرتبة الرابعة، وقد شاركت هذه الوحدات المغربية في الزائير، ساحل العاج واليمن وغيرها من مناطق التدخل المغربي، ومن أبرز العمليات التي قامت بها ما يلي:
- عملية verveine في الكونغو الديمقراطية سنة 1977 بسبب طلب شخصي من الرئيس الكونغولي الماريشال موبوتو سيسي سيكو، لقيام متمردي الجبهة الوطنية لتحرير الكونغو أثناء حكمه بإعلان الانتفاضة وسيطرتهم على مدينة كولوزي، وقاموا باحتجاز رهائن أوروبيين فقام الماريشال موبوتو بطلب المساعدة من الحسن الثاني الذي أرسل على الفور 1500 مظلي بكامل عتادهم، وانتهت بتحرير الرهائن وطرد المتمردين.
- تدخل القوات الخاصة المغربية لإفشال الانقلاب العسكري ضد الرئيس الموريتاني معاوية ولد سيدي أحمد الطايع في يونيو 2003.
- شاركت في عملية الأرض المحروقة ضد الحوثيين عام 2009.
- المشاركة ضمن قوات التحالف العربي في اليمن 2015.
- القوات الخاصة المغربية التابعة للجيش أو ما يعرف بقوات العمليات الخاصة، التي أعلنها جنرال بالجيش خلال افتتاح مناورات عسكرية بالمغرب تشهد تمارين مكثفة غير مسبوقة بين وحدة العمليات الخاصة التابعة للمارينز الأمريكي ووحدة العمليات الخاصة التابعة للقوات المسلحة الملكية المغربية.
القوات الخاصة التي أخرجت للعلن مكونة من 7 وحدات لها تجهيزات عالية تضاهي تجهيزات القوات الخاصة العالمية، وسبق لها أن تدخلت في عدة دول، من بينها مالي، إلى جانب القوات الخاصة الفرنسية، ويعتبرها متخصصون من أكثر الوحدات احترافية، إذ لا تستطيع أن تفرق بين عناصر القوات الخاصة المغربية والفرنسية لتشابه التجهيزات المتطورة أكثر.
أفاد المتخصصون أن القوات الخاصة التابعة للجيش، المعروفة اختصارا بـ « FAR SOF»، تعتبر من الوحدات التي يحاط عملها بسرية تامة، إذ ظلت عناصرها في الظل سنوات طويلة قبل أن يتم الإعلان عنها من طرف مصدر رسمي.

## المشاركة في قوات حفظ السلام
احتل المغرب المرتبة 13 من بين الدول التي تشارك بكثافة في العمليات العسكرية في مختلف الحروب التي تشهدها الدول الإفريقية، حيث أن عدد جنوده وصل لحدود سنة 2016 إلى 2314 جندي.
تشارك المغرب في العديد من البعثات الأممية لحفظ السلام، في جميع أنحاء القارة الإفريقية، وخاصة في المناطق الحارة جدا، مثل جمهورية أفريقيا الوسطى وساحل العاج والكونغو الديمقراطية.
أخذ التضامن المغربي مع دول أفريقيا أبعادا متنوعة، ففضلا عن المشاريع التي أطلقها المغرب أنجزها في العديد من دول أفريقيا، كانت المملكة المغربية رائدة إقليميا ودوليا في التعامل مع إشكالية الهجرة غير الشرعيةِ، من خلال إطلاقِ برنامج ضخم لإدماج وتسوية وضعياتِ عشراتِ الآلافِ من المهاجرين الأفارقة الموجودين بالمملكة المغربية، بصورة غير شرعية، كما عمل المغرب على مساهمة القوات المسلحة الملكية المغربية في عمليات حفظ السلام الأممية.

## المشاركة في إغاثة ضحايا زلزال الحوز
قامت القوات المسلحة المغربية بتخصيص وسائل وإمكانات هامة لعمليات الإنقاذ وإيصال المساعدات جوا إلى المناطق التي تضررت من جراء زلزال الحوز، عبر مروحيات تابعة للقوات المسلحة الملكية كلفت بمهام نقل وإيصال المساعدات جوا وإجلاء المصابين.
وفضلا عن المروحيات، فقد تم توظيف الطائرات المسيّرة التي تتيح لمركز قيادة عمليات الإغاثة المتقدم بمراكش المتابعة الحية وعن بعد للوضع بالمناطق المتضررة من الزلزال واتخاذ القرارات المناسبة بشأن طبيعة المساعدات التي يتعين إرسالها، وذلك بتنسيق مع وحدات التدخل التابعة للقوات المسلحة الملكية المنتشرة ميدانيا، وكذلك مع السلطات المحلية. كما اضطلعت القوات المسلحة الملكية بدور هام في تقديم المساعدة للسكان الذين تأثروا بسوء الأحوال الجوية، فضلا عن المهام الإنسانية منذ الساعات الأولى لوقوع الزلزال، عناصر متخصصة في عمليات الإنقاذ وإيصال المساعدات إلى المناطق المتضررة.

## الترسانة العسكرية
الترسانة العسكرية للجيش المغربي تتوزع كالتالي:
أسلحة برية
- 3748 دبابة.
- 2120 مدرعة مقاتلة.
- 703مدفعية مقاتلة.
- 309 نظام اطلاق الصواريخ.

القوة الجوية
- 125 مقاتلة.
- 78 طائرة هجومية.
- 173 طائرة نقل عسكرية.
- 206 طائرة تدريب.
- 406 طائرة هلكوبتر.

القوة البحرية
- 53 فرقاطات
- طرادت واحد
- 364 زوق حربي
- 573 سفينة إنزال حربية

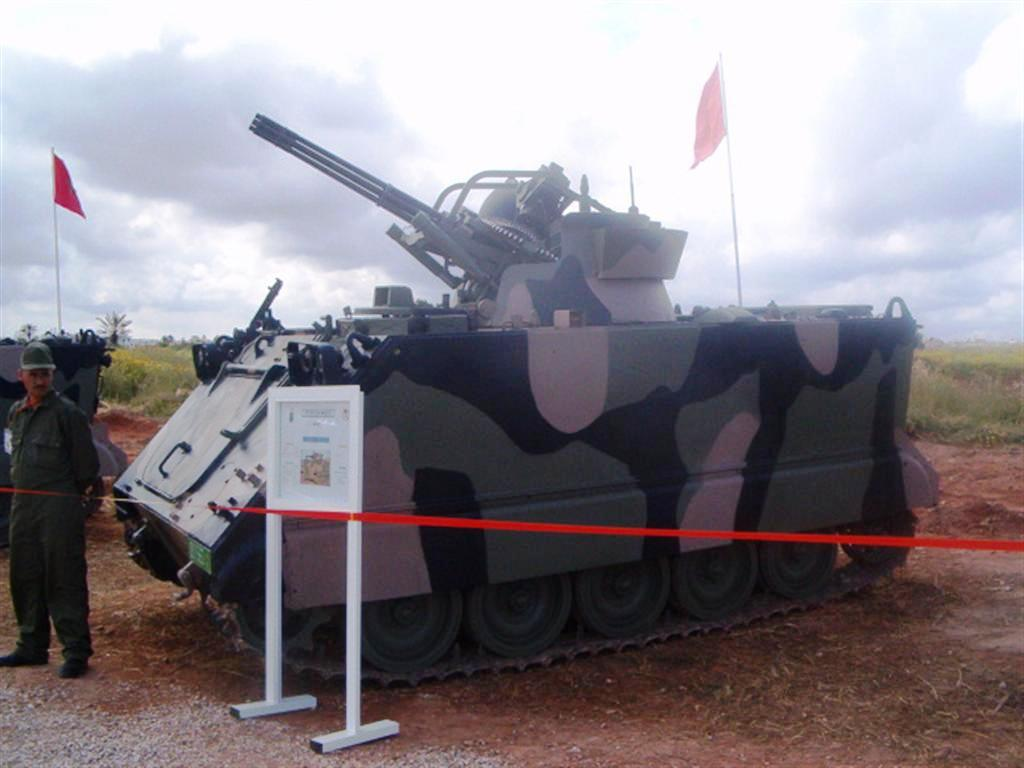
ناقلة إم-113 تابعة للقوات البرية المغربية

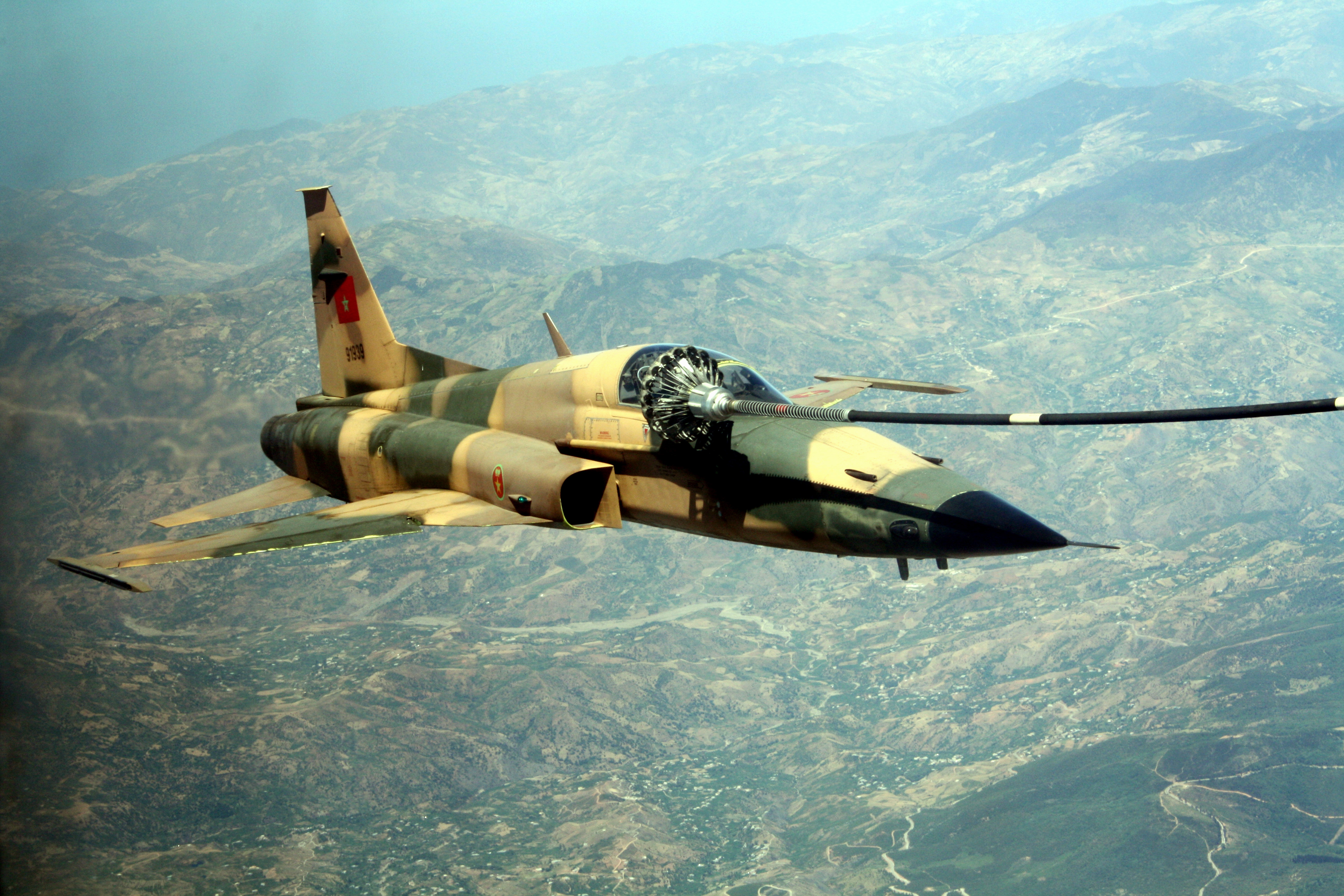
طائرة نورثروب إف-5 مغربية

لكن هذه الارقام لا تعكس بشكل دقيق حجم الترسانة العسكرية للقوات المسلحة الملكية المغربية ، لأن معظم الصفقات المبرمة تتسم بالسرية.

## المناورات العسكرية

### الأسد الإفريقي 2007
مناورات الأسد الإفريقي هي مناورات جرت بين البحرية الأمريكية والقوات المسلحة الملكية المغربية سنة 2007 استعملت فيها دخائر حية ودبابات ومدرعات ومختلف الأسلحة وهدفت إلى:
- توثيق العلاقات العسكرية بين المغرب والولايات المتحدة الأمريكية وتطوير المهارات الميدانية والقتالية للقوات المشاركة.
- التدريب على تضاريس متنوعة منها (صحراء وهضاب ووديان ومنبسطات ومناطق قريبة من البحر) تعكس تضاريس مجموع منطقة الصحراء الكبرى وغالبية الدول العربية.

#### وصف القوات المسلحة المغربية عقب مناورات الأسد الإفريقي 2010

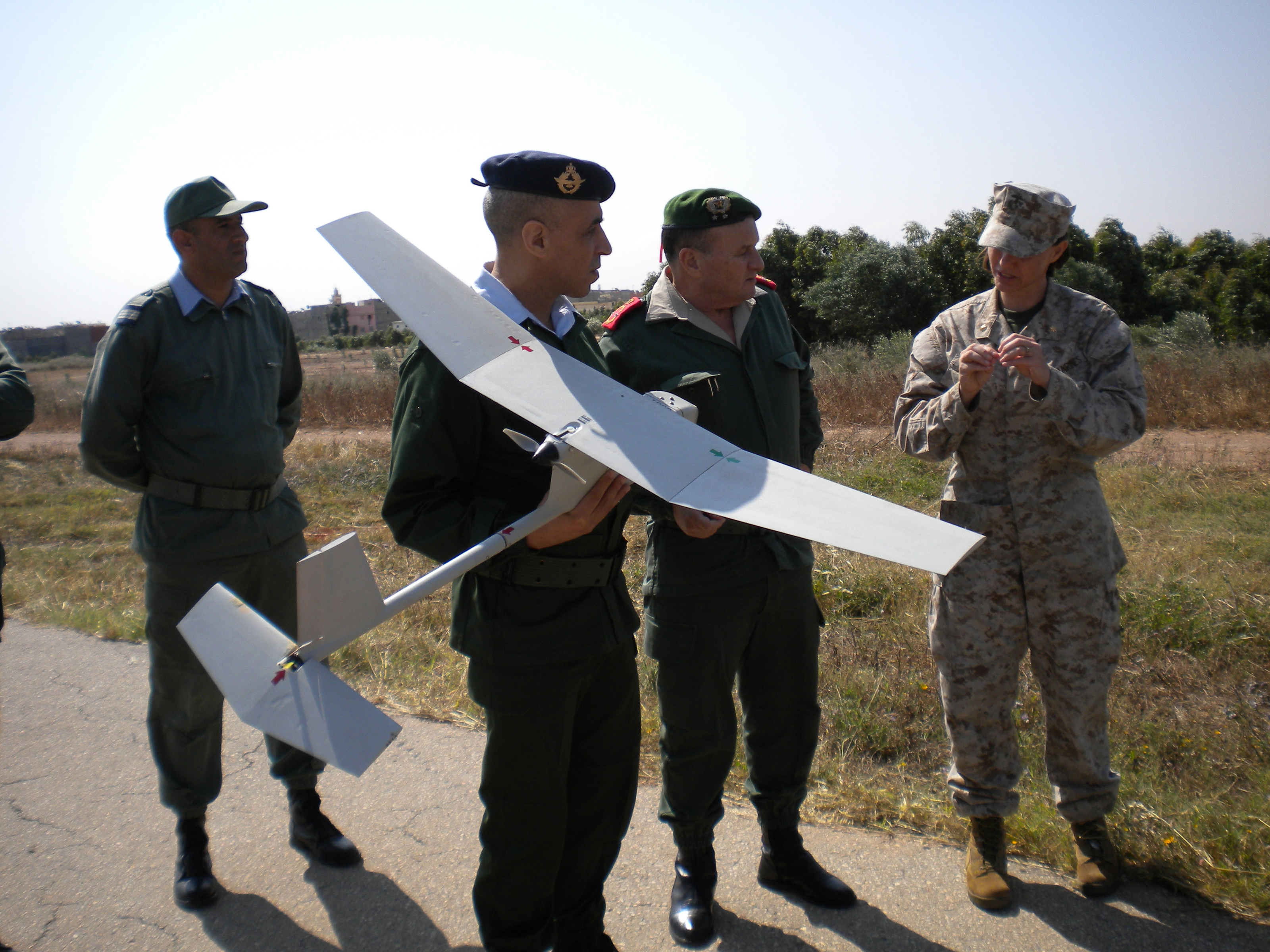
مناورات الأسد الافريقي

أشاد جنرالات الولايات المتحدة الأمريكية بالمستوى الكبير الذي وصلت إليه عناصر القوات المسلحة الملكية المغربية، والذي ترجمته على أرض الواقع خلال مناورات الأسد الإفريقي، حيث وصف الجنرال الأمريكي بيتر هايمان الجيش المغربي بالعظيم مؤكدا أن أفراد القوات المسلحة الملكية المغربية يتوفرون على خبرات عالية وكفاءات متطورة جدا، ومن جهته أكد قائد كتيبة الإستطلاع المدرعة ماثيو روس بأن القوات المغربية محترفة جدا وأبانت عن قدرات قتالية ودفاعية محترمة جدا، كما قال العريف جون سوندرز من مشاة البحرية الأمريكية أن الجيش المغربي يتوفر على جميع مؤهلات ومواصفات الجيش القوي، كما قال غوردون بلوغ قائد مشاة البحرية الأمريكية إن الجيش المغربي لديه قدرات مهمة أبان عليها خلال التداريب المشتركة مع القوات الأمريكية، ومن جهته قال الرقيب تيموثي جينا من مشاة البحرية إن المدهش في المناورات العسكرية التي جمعت بين القوات الأمريكية والمغربية أن عناصر الجيش الأمريكي لم تجد صعوبة في التواصل مع عناصر القوات المسلحة المغربية حيث يتقنون جميع اللغات، وبالتالي لم يكن الجيش الأمريكي في حاجة إلى الاستعانة بمترجم.

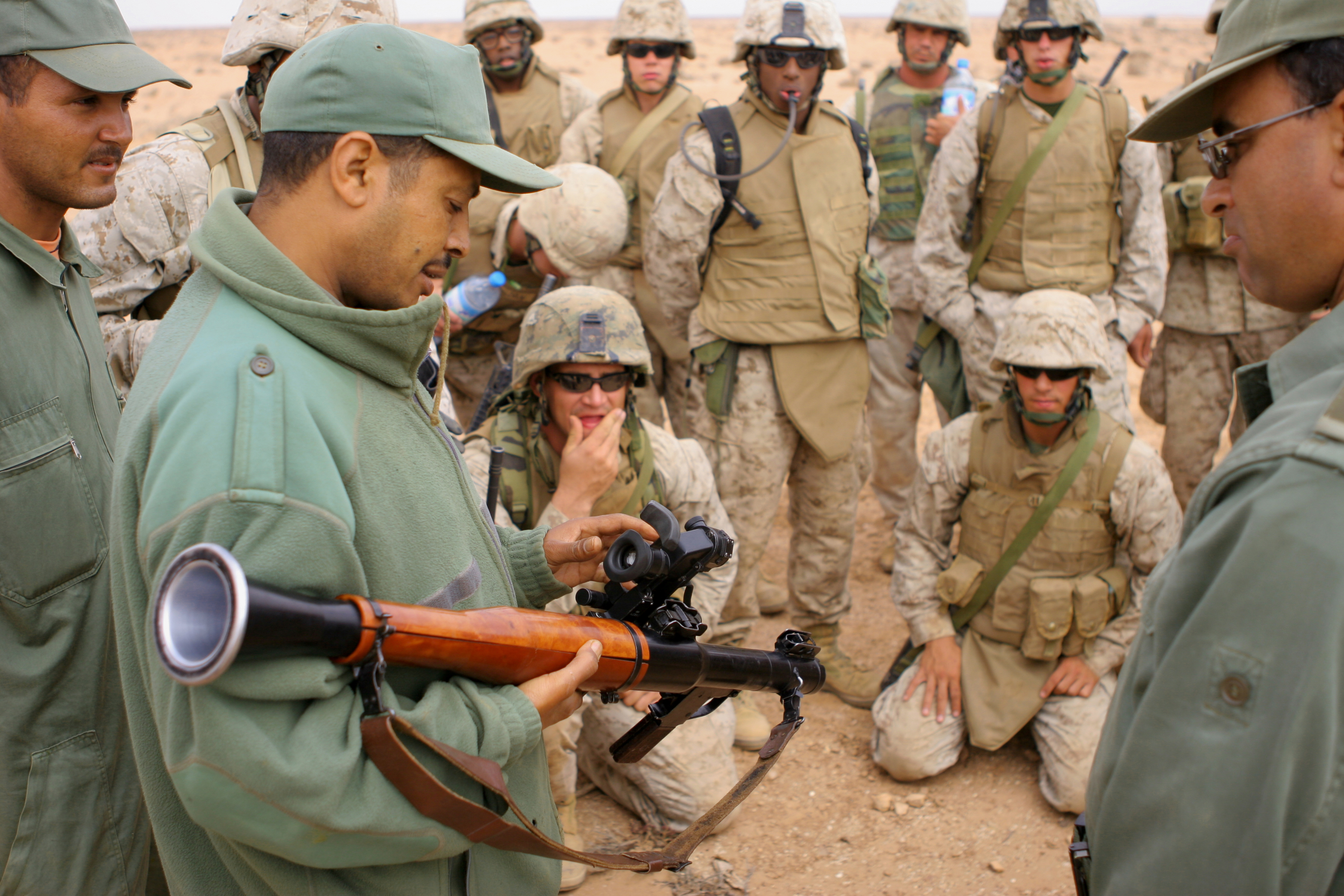
استعمال مختلف الأسلحة بمناورات الأسد الأفريقي

جاءت هذه التصريحات عقب اختتام مناورات الأسد الإفريقي بين المغرب والولايات المتحدة الأمريكية والتي اختتمت والتي أطلق عليها اسم الأسد الإفريقي 2010 وتندرج هذه المناورات التي ترعاها القيادة الإفريقية «أفريكوم» في إطار برنامج سنوي للتدريبات العسكرية المشتركة من أجل تفاعل
أكبر بين جنود البلدين، وتعزيز التنسيق والتعاون بينهم، والفهم المتبادل للتكتيكات والتقنيات والإجراءات العسكرية الخاصة بكل بلد، وتضمنت هذه
المناورات التدريب على فنون القيادة العسكرية الميدانية، واستعمال الأسلحة، والتموين الجوي بالوقود، والتحليق بعلو منخفض، بالإضافة إلى برامج حول الدعم الطبي والبيطري، والعمليات الإنسانية، وعمليات حفظ السلام، بالإضافة إلى أشغال تهيئة ميادين العمليات وبناء المعسكرات.
وقامت عدة وحدات عسكرية من الفيلق 23 لقوات المارينز بإدارة المناورات الخاصة بمركز القيادة، والتكوين الثنائي على مستوى الوحدات العسكرية، والتكوين الخاص بمؤهلات استعمال الأسلحة، وعمليات الحفاظ على السلام مع وحدات القوات المسلحة الملكية.
وشاركت وحدات من المارينز والطائرات من المجموعة 234 للنقل الجوي العسكري المتخصص بالتزود بالوقود أثناء الطيران مع مجموعة 41 للمارينز والقوات الجوية بالإشراف على التكوين حول التزود بالوقود أثناء الطيران، والطيران على مستوى منخفض لفائدة القوات الجوية الملكية المغربية.وجرت هذه المناورات في عدة مناطق من المغرب منها طانطان، ورأس درعة، وتارودانت والقنيطرة
وقد نظمت القوات المسلحة الملكية والقوات المسلحة الأمريكية بجهات أكادير وطانطان وبنجرير وتفنيت ما بين 22 مايو/ أيار، و16 يونيو/ حزيران 2023 مناورات "الأسد الأفريقي 23" و مناطق متفرقة من المغرب ومن أبرزها منطقة المحبس في الصحراء. حيث عرف مشاركة حوالي 6000 جندي من عشرين بلدا إفريقيا ودوليا، بما فيها المغرب والولايات المتحدة، بالإضافة إلى 27 بلدا ملاحظا. حيث قامت الوحدات العسكرية المشاركة بمحاكاة عملية التصدي للعدو، باستعمال وحدات برية مدعومة بوحدات جوية؛ حيث تم تنفيذ طلعات جوية بواسطة طائرات من طراز «F16»، وقاذفات من نوع «B1B».كما تم تنفيذ عمليات برية، تم خلالها قصف العدو المفترض بالمدفعية من أجل تمكين وحدات الهندسة العسكرية من تفكيك حقل ألغام، وفتح ممرات في إطار تنفيذ مهمات الهجوم والهجوم المضاد، وذلك بواسطة مدرعات من نوع «Abrams»، مرفوقة بوحدات المشاة.
كما تنظم القوات المسلحة الملكية والقوات المسلحة الأمريكية، بشكل مشترك، من 20 إلى 31 ماي، الدورة الـ20 من تمرين “الأسد الإفريقي”، على مستوى بنجرير وأكادير وطانطان وأقا وتفنيت، وذكر بلاغ للقيادة العامة للقوات المسلحة الملكية أن هذه المناورات واسعة النطاق ستعرف مشاركة نحو 7 آلاف عنصر من القوات المسلحة من حوالي عشرين دولة، بالإضافة إلى منظمة حلف شمال الأطلسي “الناتو”، إلى جانب القوات المسلحة الملكية ونظيرتها الأمريكية، حيث يضم أنشطة عديدة، تشمل تدريبات تكتيكية برية وبحرية وجوية مشتركة، ليلا ونهارا، وتمرينا للقوات الخاصة، وعمليات للقوات المحمولة جوا، فضلا عن تمرين للتخطيط العملياتي لفائدة أطر هيئات الأركان بـ”فريق العمل” “Task Force”.

## النشيد
النشيد العسكري المغربي:

## الرتب العسكرية

### رتب القوات البرية

#### الضباط
| الرتب العسكرية للقوات المسلحة الملكية المغربية | ملازم | ملازم أول | نقيب | رائد | مقدم | عقيد | عميد | لواء | فريق | فريق أول(جنرال) | مارشال |
| ---------------------------------------------- | ----- | --------- | ---- | ---- | ---- | ---- | ---- | ---- | ---- | --------------- | ------ |
| الرتب                                          |       |           |      |      |      |      |      |      |      |                 |        |

#### ضباط الصف والجنود
| رتب ضباط الصف | جندي | جندي أول | عريف | عريف أول | رقيب | رقيب أول | رقيب تاني | مساعد | مساعد أول |
| ------------- | ---- | -------- | ---- | -------- | ---- | -------- | --------- | ----- | --------- |
| الرتب         |      |          |      |          |      |          |           |       |           |

### رتب القوات الجوية

#### رتب الطيارين

##### غير الضباط الجويين
- جندي
- عريف
- عريف رئيس
- رقيب
- رقيب رئيس
- رقيب أول
- مساعد (تنطق ادجوان)
- مساعد اول (تنطق ادجوان شاف)

##### سلك الضباط
- مرشح (ضابط متخرج)
- ملازم
- ملازم أول
- نقيب
- رائد
- مقدم
- عقيد
- عقيد قائد (تنطق كولونيل ماجور)
- جنرال عميد جوي[ ؟ ] (تنطق جنرال دوبريغارد)
- جنرال لواء[ ؟ ] جوي[ ؟ ] (تنطق جنرال دوفيزيون)
- جنرال(فريق) (تنطق جنرال دو كور دارمي)
- جنرال فريق أول (تنطق جنرال دارمي)

### الضباط
| رتب ضباط القوات البحرية الملكية المغربية | رتب ضباط القوات البحرية الملكية المغربية | رتب ضباط القوات البحرية الملكية المغربية | رتب ضباط القوات البحرية الملكية المغربية | رتب ضباط القوات البحرية الملكية المغربية | رتب ضباط القوات البحرية الملكية المغربية | رتب ضباط القوات البحرية الملكية المغربية | رتب ضباط القوات البحرية الملكية المغربية | رتب ضباط القوات البحرية الملكية المغربية | رتب ضباط القوات البحرية الملكية المغربية | رتب ضباط القوات البحرية الملكية المغربية |
| ملازم                                    | ملازم أول                                | نقيب                                     | رائد                                     | مقدم                                     | عقيد                                     | عميد                                     | لواء                                     | فريق                                     | فريق أول                                 |                                          |
| ---------------------------------------- | ---------------------------------------- | ---------------------------------------- | ---------------------------------------- | ---------------------------------------- | ---------------------------------------- | ---------------------------------------- | ---------------------------------------- | ---------------------------------------- | ---------------------------------------- | ---------------------------------------- |
|                                          |                                          |                                          |                                          |                                          |                                          |                                          |                                          |                                          |                                          |                                          |

رتب البحرية الملكية المغربية

*تنطق رتب القوات البحرية الملكية المغربية باللغة الفرنسية عكس كل الدول العربية .

### ضباط الصف والجنود
| رتب ضباط الصف في القوات البحرية الملكية المغربية | رتب ضباط الصف في القوات البحرية الملكية المغربية | رتب ضباط الصف في القوات البحرية الملكية المغربية | الجنود |
| رقيب أول                                         | رقيب                                             | عريف                                             | جندي   |
| ------------------------------------------------ | ------------------------------------------------ | ------------------------------------------------ | ------ |
|                                                  |                                                  |                                                  |        |

## الشعارات العسكرية
| القوات البرية | القوات البحرية | القوات الجوية | الدرك الملكي | الحرس الملكي | القوات المساعدة |
| ------------- | -------------- | ------------- | ------------ | ------------ | --------------- |
|               |                |               |              |              |                 |

## معرض الصور

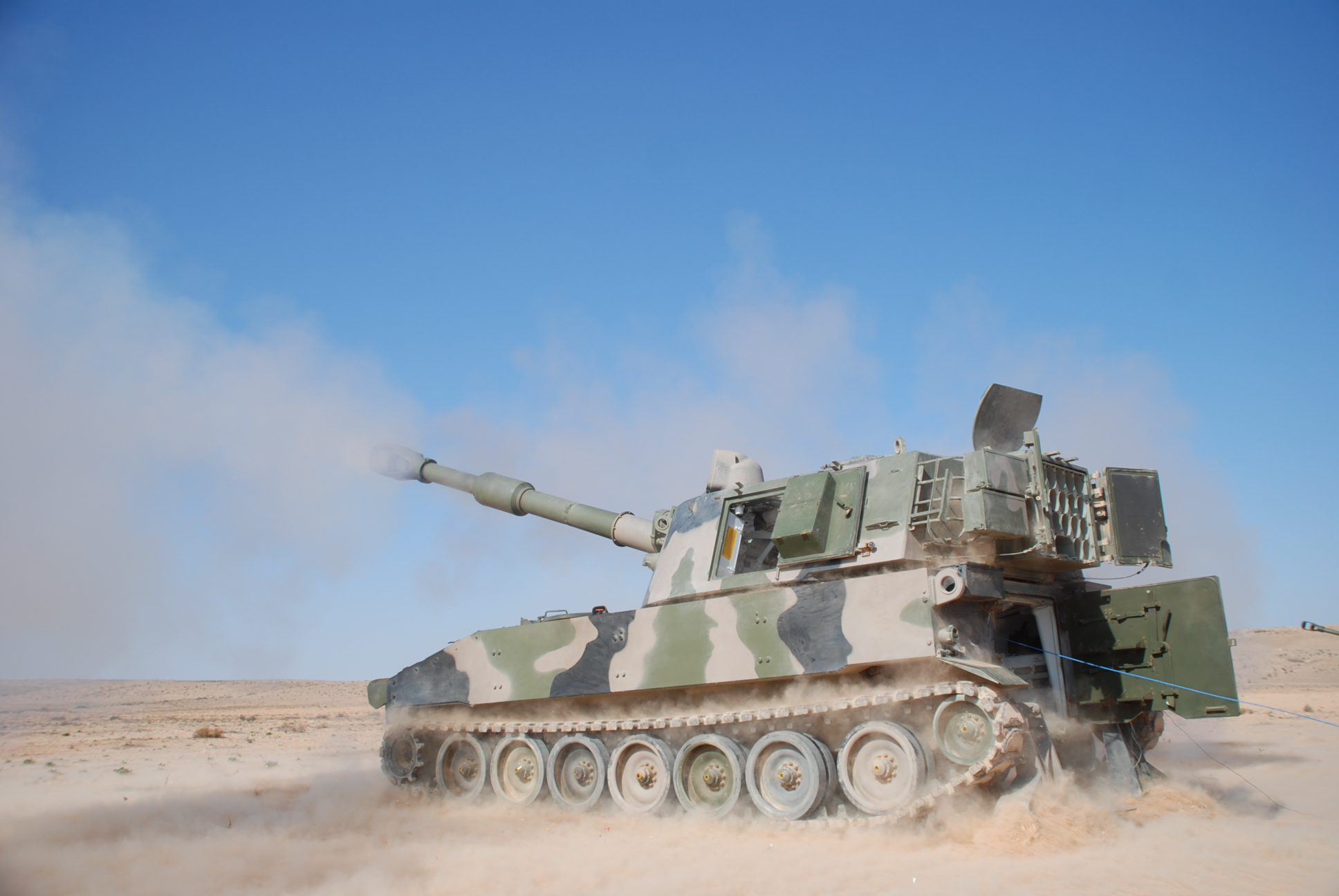
إم 109 هاوتزر للجيش المغربي
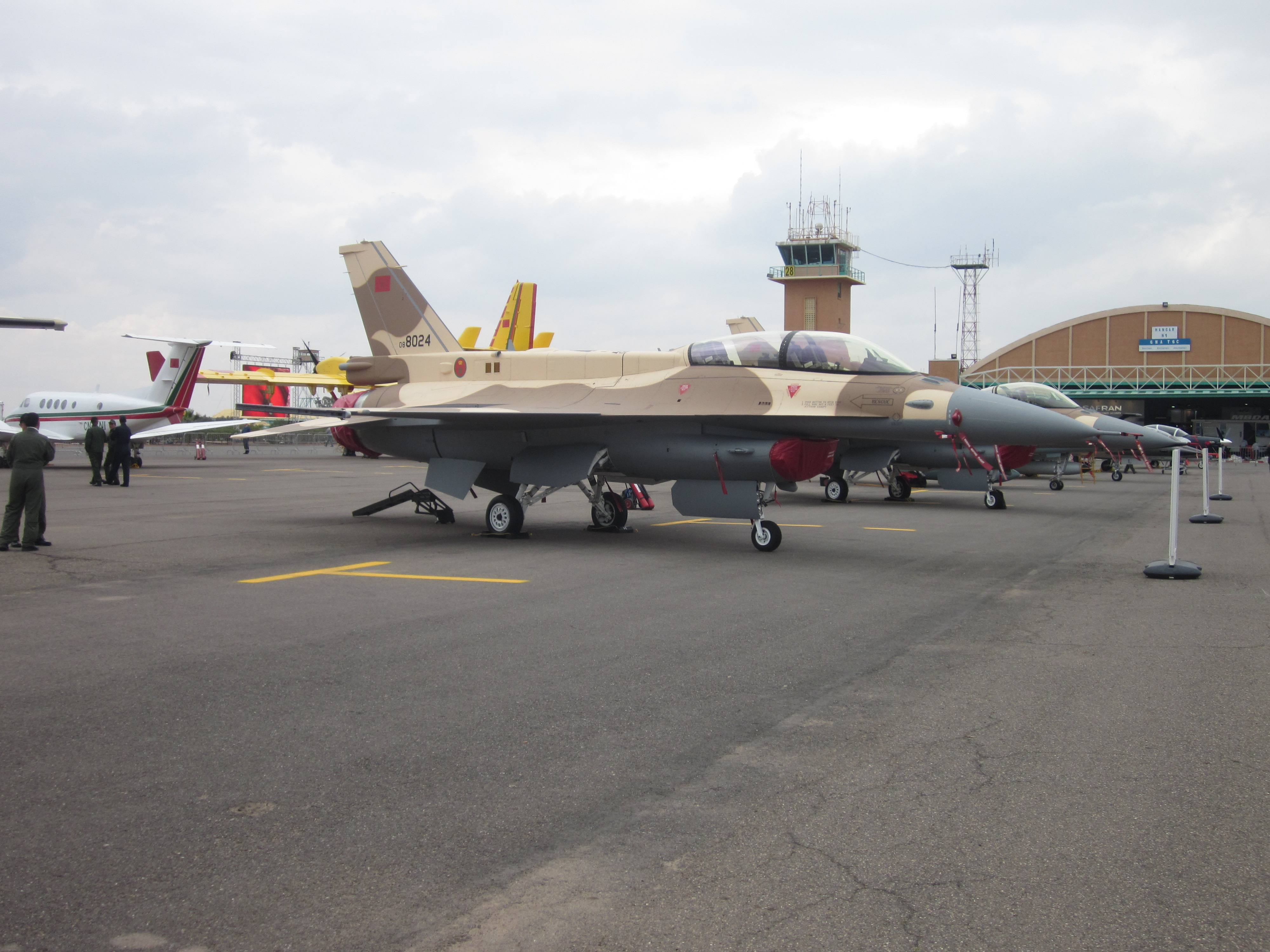
طائرة إف-16 للقوات الجوية الملكية المغربية
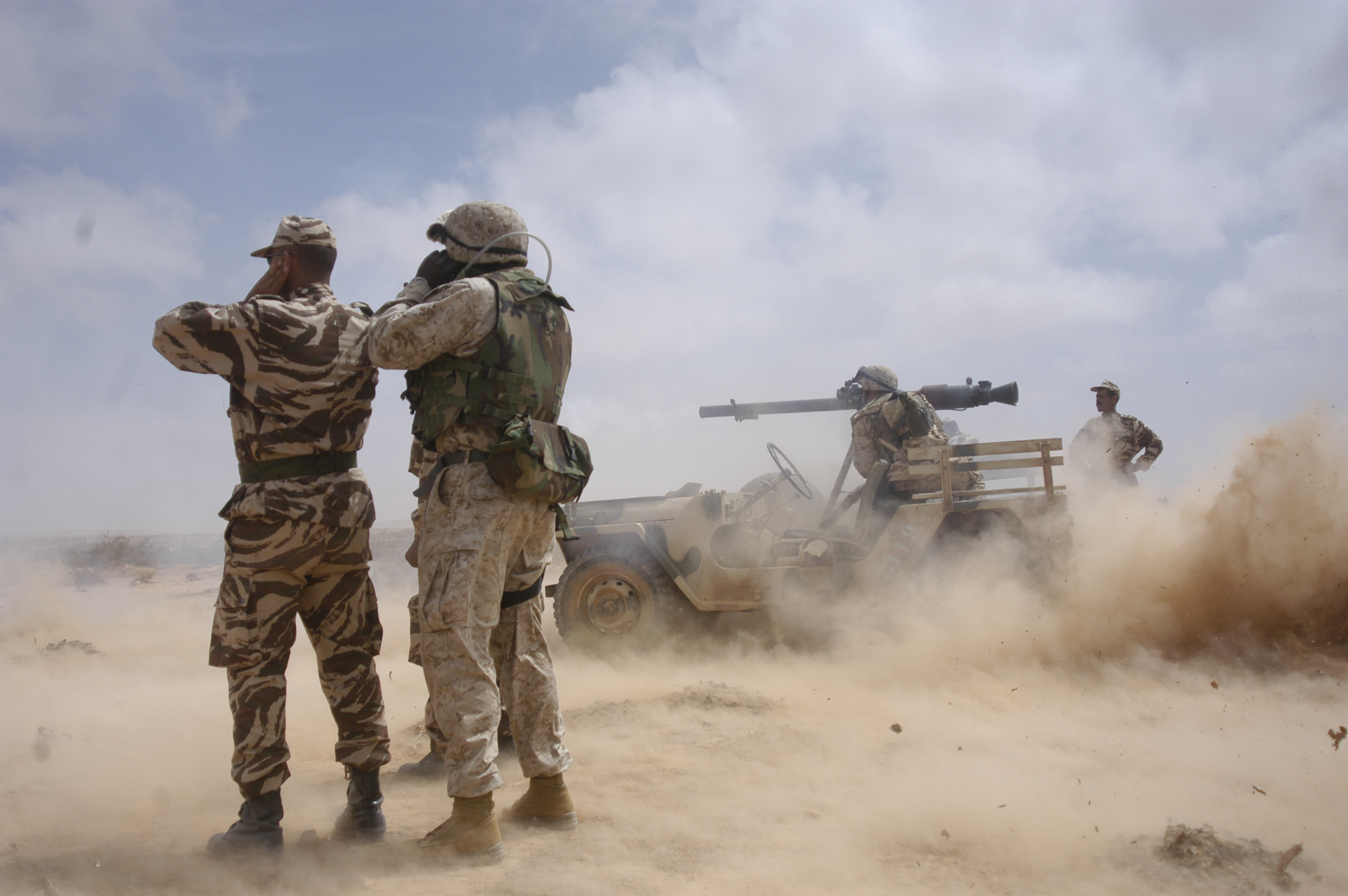
مشاة البحرية الأمريكية وجنود مغاربة أثناء مناورات الأسد الإفريقي 2005
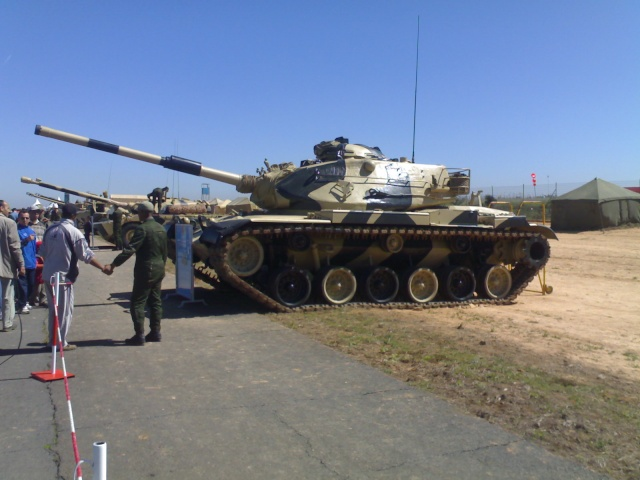
دبابة طراز إم-60 باتون للجيش المغربي
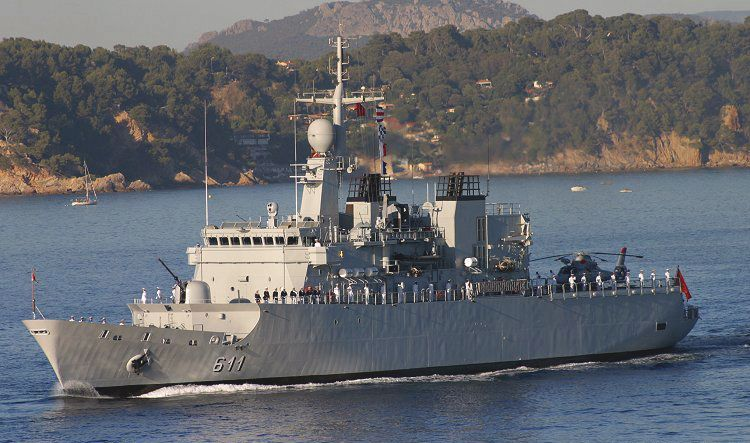
فرقاطة محمد الخامس للجيش المغربي
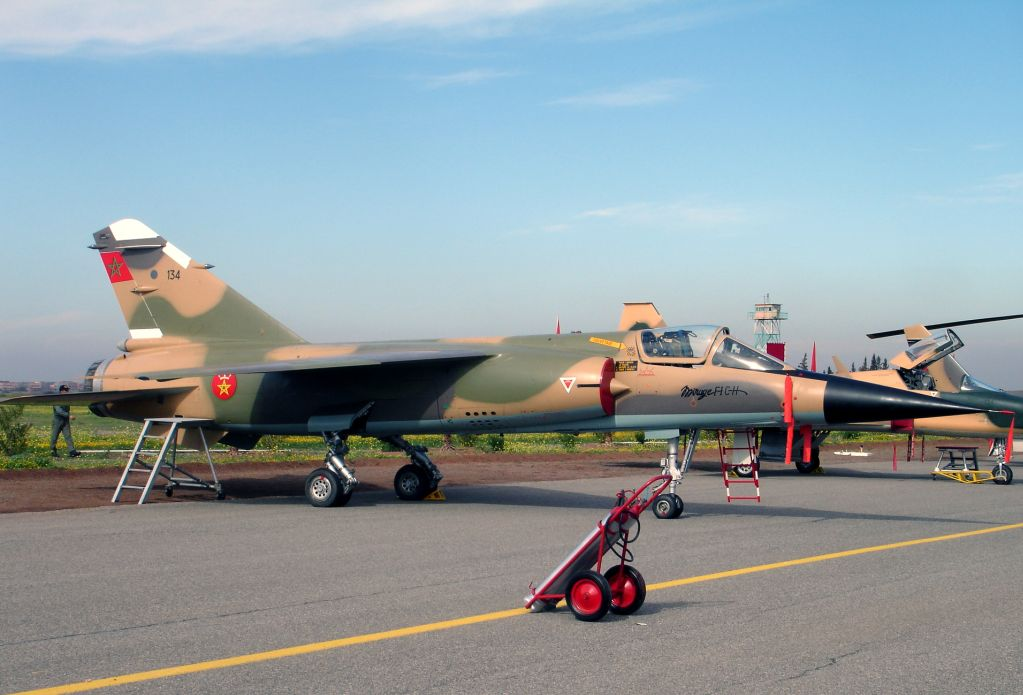
طائة داسو ميراج اف 1 تابع للقوات الجوية المغربية
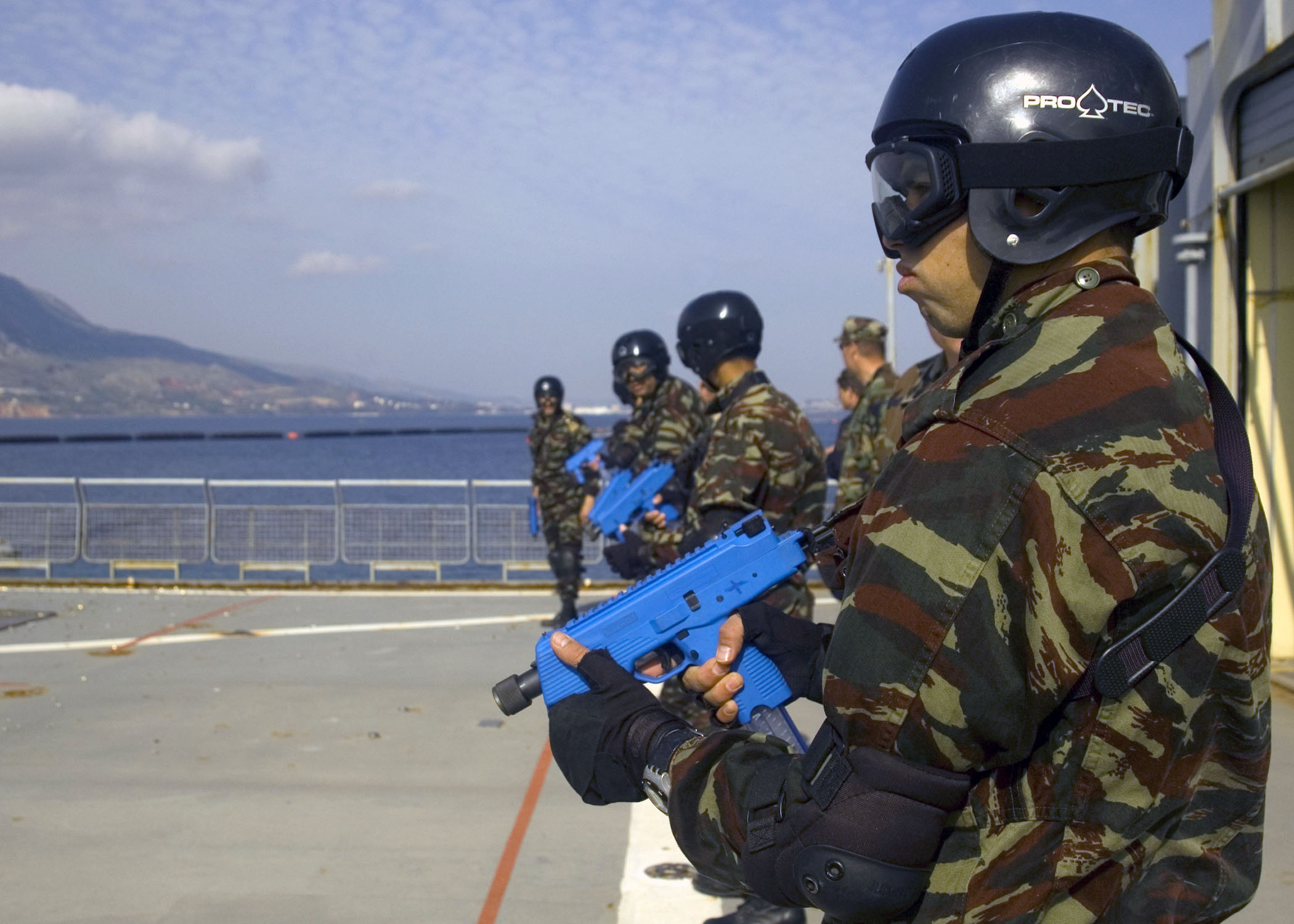
تداريب البحرية الملكية المغربية
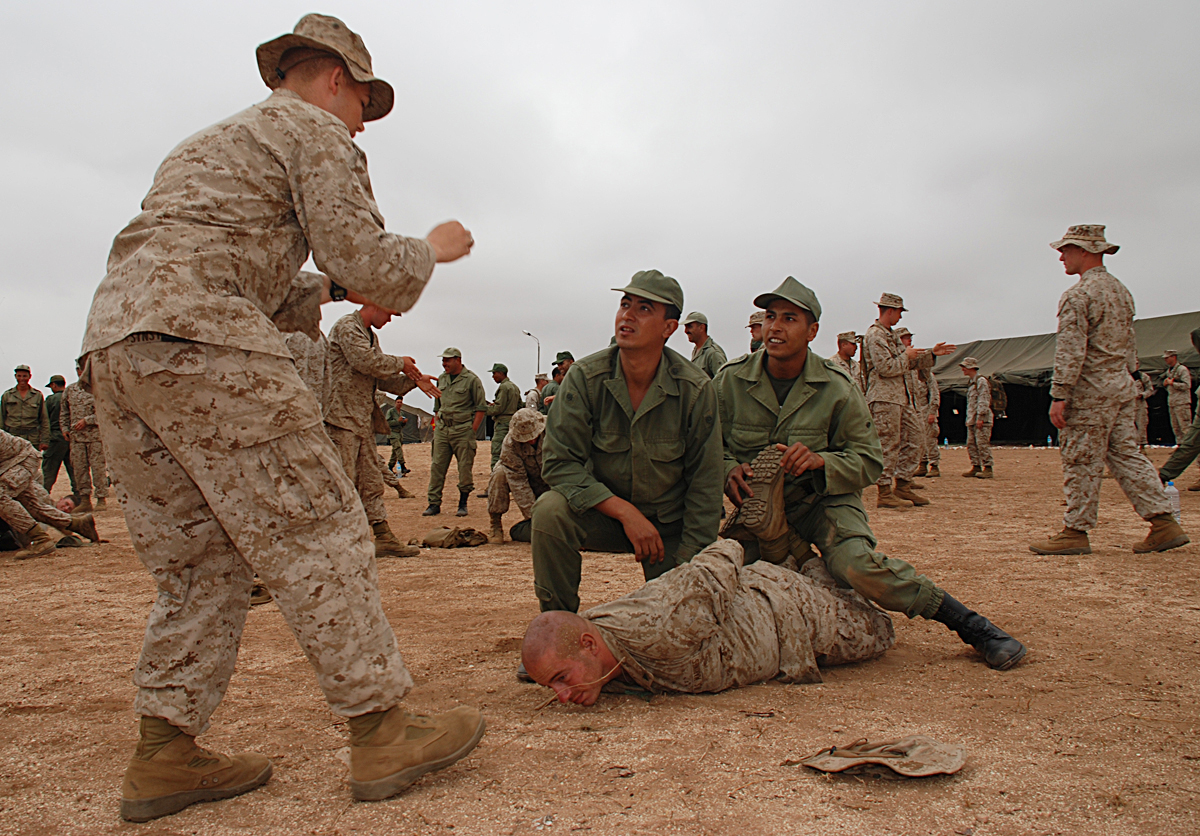
مناورات الأسد الأفريقي

## وصلات خارجية
- الموقع الرسمي